# Basilique Santa Maria del Popolo
La basilique paroissiale Santa Maria del Popolo (en français : Sainte-Marie-du-Peuple) est une église titulaire et une basilique mineure de Rome gérée par l'ordre des Augustins. Elle est située sur le côté nord de la Piazza del Popolo, l'une des places les plus célèbres de la ville. L'église est entourée par la colline du Pincio et la Porta del Popolo, l'une des portes du mur d'Aurélien qui est aussi le point de départ de la Via Flaminia, la route la plus importante du nord. Son emplacement a fait de la basilique la première église visitée pour la majorité des voyageurs entrant dans la ville. Elle contient des œuvres de plusieurs artistes célèbres, tels que Raphael, Le Bernin, Le Caravage, Alessandro Algardi, Pinturicchio, Andrea Bregno, Guillaume de Marcillat et Donato Bramante.
Cette basilique contient plusieurs chefs-d'œuvre de la peinture baroque, dont les toiles de Caravage et de son rival, Annibale Carracci. Toutes ces toiles ayant été peintes presque en même temps, entre 1600 et 1604, dans la Chapelle Cerasi, une des chapelles latérales. Elle est fermée pour travaux en 2024.

## Histoire

### Légende de la fondation de Santa Maria del Popolo

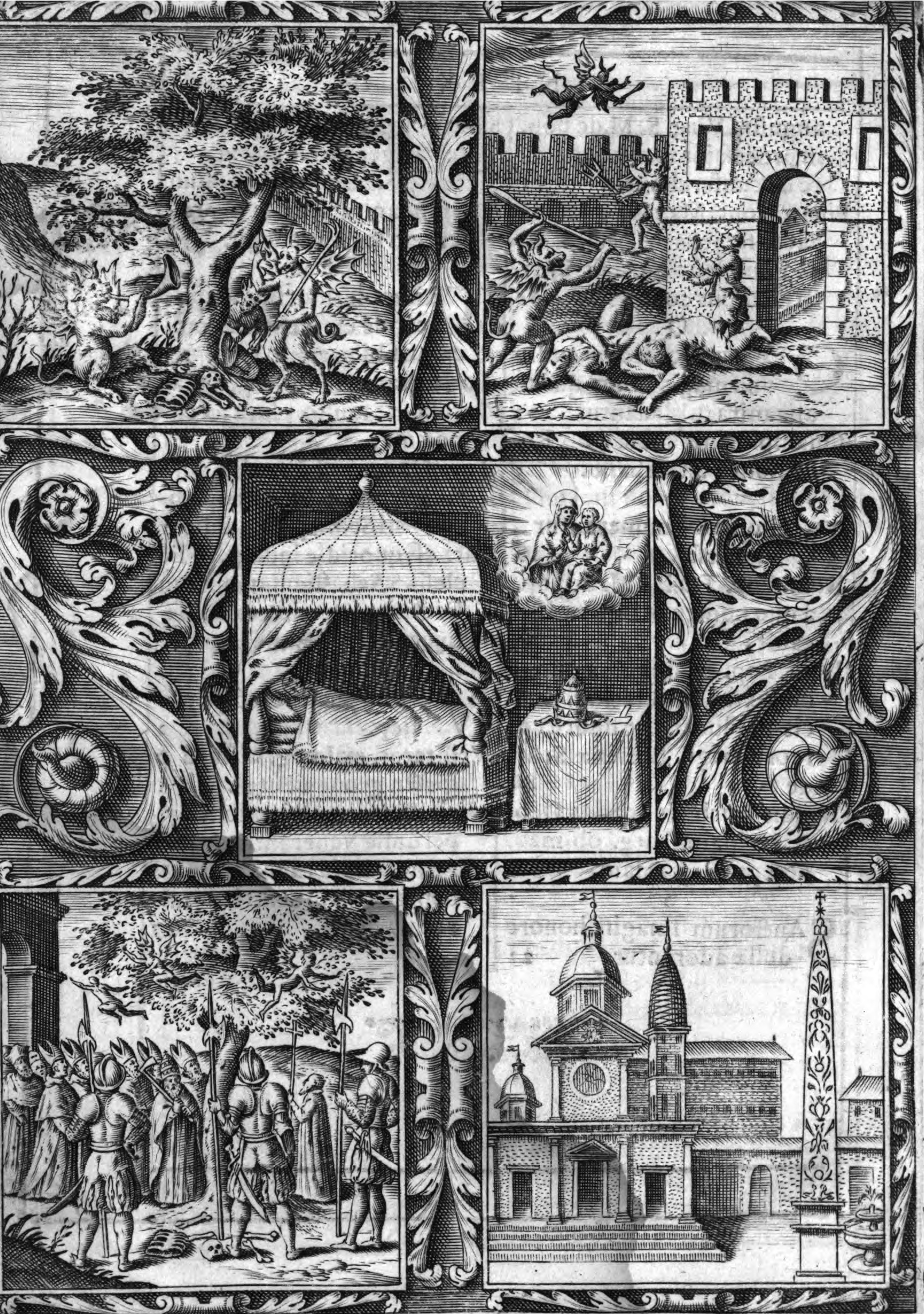
La légende de la fondation de l'église, dans une gravure du livre de Giacomo Alberici (1599).

La légende de la fondation de Santa Maria del Popolo en réfère à la mémoire diabolique de l'empereur Néron et du pape Pascal II qui nettoya les lieux de cet héritage malveillant. Comme le raconte l'histoire, après son suicide, Néron est enterré dans le mausolée de sa famille paternelle, les Domiti Ahenobarbus, au pied de la colline du Pincio. Le sépulcre est ensuite enterré sous un glissement de terrain et sur ses ruines pousse un énorme noyer qui « était si grand et sublime qu'aucune autre plante ne le dépassait de quelque manière que ce soit ». L'arbre est rapidement devenu le repaire d'une multitude de démons vicieux qui harcèlent les habitants du quartier, et aussi les voyageurs arrivant dans la ville du nord par la Porta del Popolo : « certains étaient effrayés, possédés, cruellement battus et blessés, d'autres presque étranglés, ou misérablement tués. »
Alors que les démons mettent en danger une voie d'accès importante de la ville et inquiètent également toute la population, le pontife nouvellement élu, Pascal II, est soucieux. Il « a vu le troupeau du Christ sous sa garde, devenant la proie des loups infernaux. » Le Pape jeûne et prie pendant trois jours et à la fin de cette période, épuisé, il rêve de la Bienheureuse Vierge Marie, qui lui donne des instructions détaillées sur la façon de libérer la ville du fléau démoniaque.
Le jeudi après le troisième dimanche de Carême 1099, le pape réunit l'ensemble du clergé et de la population de Rome en une seule et impressionnante procession qui, avec le crucifix à sa tête, longe le tronçon urbain de la Via Flaminia jusqu'à atteindre les lieux infestés. Là, Pascal II pratique l'exorcisme, puis frappe le noyer d'un coup ferme à sa racine, faisant éclater les mauvais esprits qui hurlent follement. Quand l'arbre entier est enlevé, les restes de Néron sont découverts parmi les ruines ; le Pape ordonne qu'ils soient jetés dans le Tibre.
Enfin libéré des démons, ce coin de Rome peut être consacré au culte chrétien. Pascal II, au son des hymnes, pose la première pierre d'un autel sur l'ancien site du noyer qui est incorporé dans une simple chapelle achevée en trois jours. La construction est célébrée avec une solennité particulière : le pape consacre le petit sanctuaire en présence d'une foule importante, accompagné de dix cardinaux, quatre archevêques, dix évêques et autres prélats. Il accorde également à la chapelle de nombreuses reliques et la dédie à la Vierge Marie.

### Origines historiques

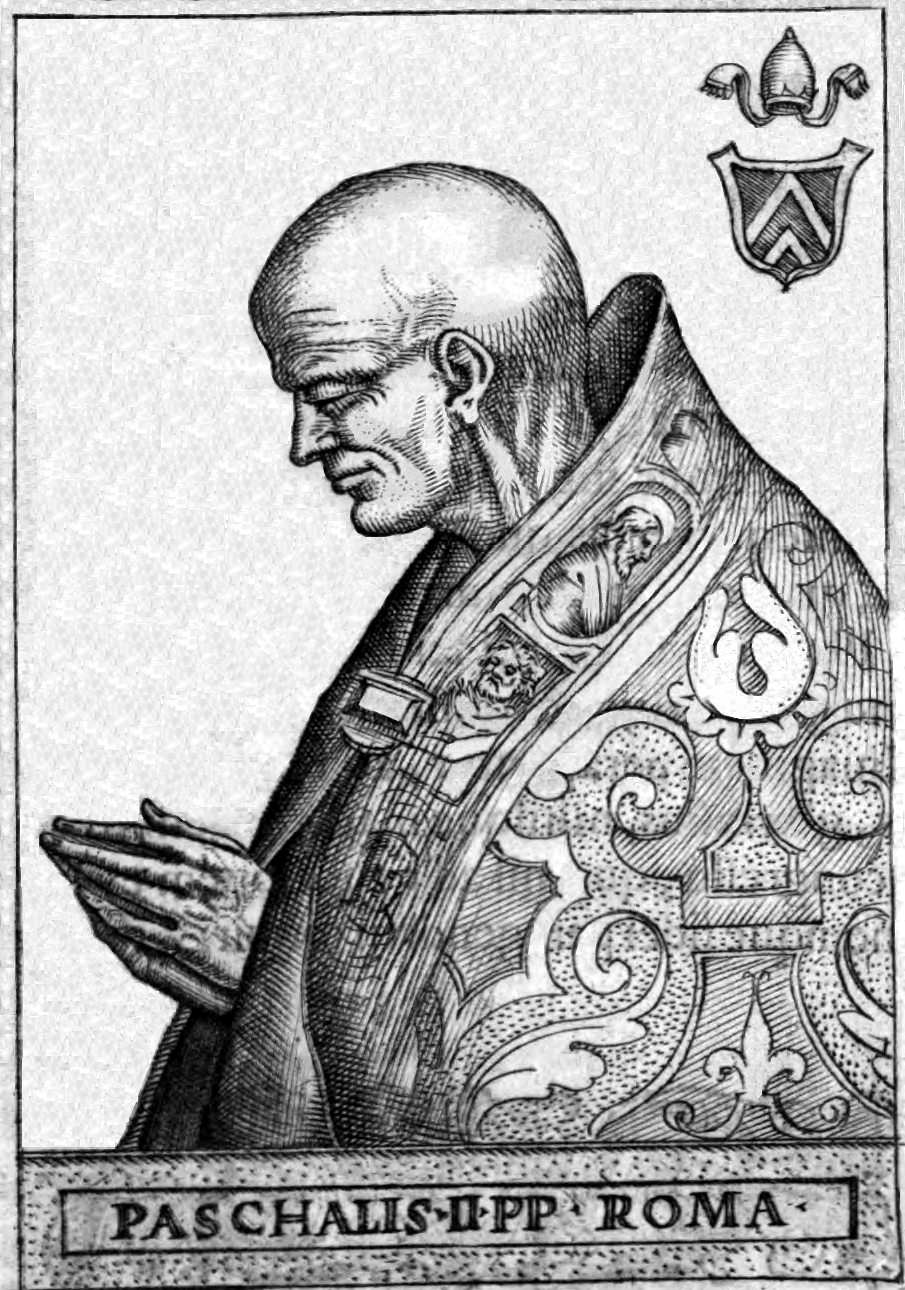
Pape Pascal II.

La légende est racontée par un moine augustin, Giacomo Alberici, dans son traité sur l'église Santa Maria del Popolo qui est publié à Rome en 1599 et traduit en italien l'année suivante. Un autre augustinien, Ambrogio Landucci reprend la même histoire dans son livre sur les origines de la basilique en 1646. La légende est racontée à plusieurs reprises depuis, avec de légères adaptations, dans les collections sur les curiosités romaines, la littérature scientifique et les guides. Un exemple des variations peut ainsi être trouvé dans le livre d'Ottavio Panciroli qui affirme que les démons habitant l'arbre prenaient la forme de corbeaux noirs. On ne sait pas jusqu'où la tradition remonte, mais en 1726, dans les archives de Santa Maria del Popolo, un catalogue des saintes reliques de l'église écrit en 1426 contient une version (perdue) du « miracle du noyer », copié à partir d'un tableau encore plus ancien installé sur l'autel principal.  Au XVe siècle, l'histoire est déjà assez populaire pour être rapportée par diverses sources allemandes comme la Description de Rome de Nikolaus Muffel (1452) ou Le pèlerinage d'Arnold Von Harff (1497).
La base factuelle de la légende est fragile : Néron fut en effet enterré dans le mausolée de sa famille paternelle, mais Suétone dans sa Vie de Néron écrit que « la tombe familiale des Domitii [était] sur le sommet de la colline des jardins, visible depuis le Champ de Mars ». L'emplacement du mausolée était donc quelque part sur les pentes nord-ouest les plus élevées de la colline du Pincio et certainement pas au pied de celle-ci, là où se trouve l'église.
La fondation de la chapelle par Pascal II fait peut-être partie d'un effort pour restaurer la sécurité de la zone autour de Porta Flaminia qui était en dehors du noyau habité de la Rome médiévale et certainement infestée de bandits. Une autre source possible d'inspiration pour la légende peut être la vengeance bien documentée du pape Pascal II sur son adversaire, l'antipape Clément III. Le pape s'empara de la ville de Civita Castellana, fit exhumer le cadavre de Clément de sa tombe et ordonna de le jeter dans le Tibre. Clément III était le protégé du Saint Empereur romain Henri IV qui était souvent appelé « Néron » par le parti papal.

### Étymologie
Le nom del Popolo (« du peuple ») est très probablement dérivé de populus signifiant « grande paroisse rurale » en latin médiéval. Dans ce cas, le nom fait référence à la première colonie de banlieue autour de la Via Flaminia, formée après la construction de la chapelle dans cette partie auparavant déserte du Champ de Mars. D'autres pensent que la dénomination suggérait que le peuple de Rome ait été sauvé du fléau démoniaque ou qu'elle venait du mot latin pōpulus, signifiant peuplier. L'arbre démoniaque était un énorme noyer, mais il aurait pu y avoir des peupliers poussant sur d'anciennes tombes dans la ville. Le nom S. Maria ad Flaminiam apparait dans certains documents du XVe siècle.

### Moyen-Âge

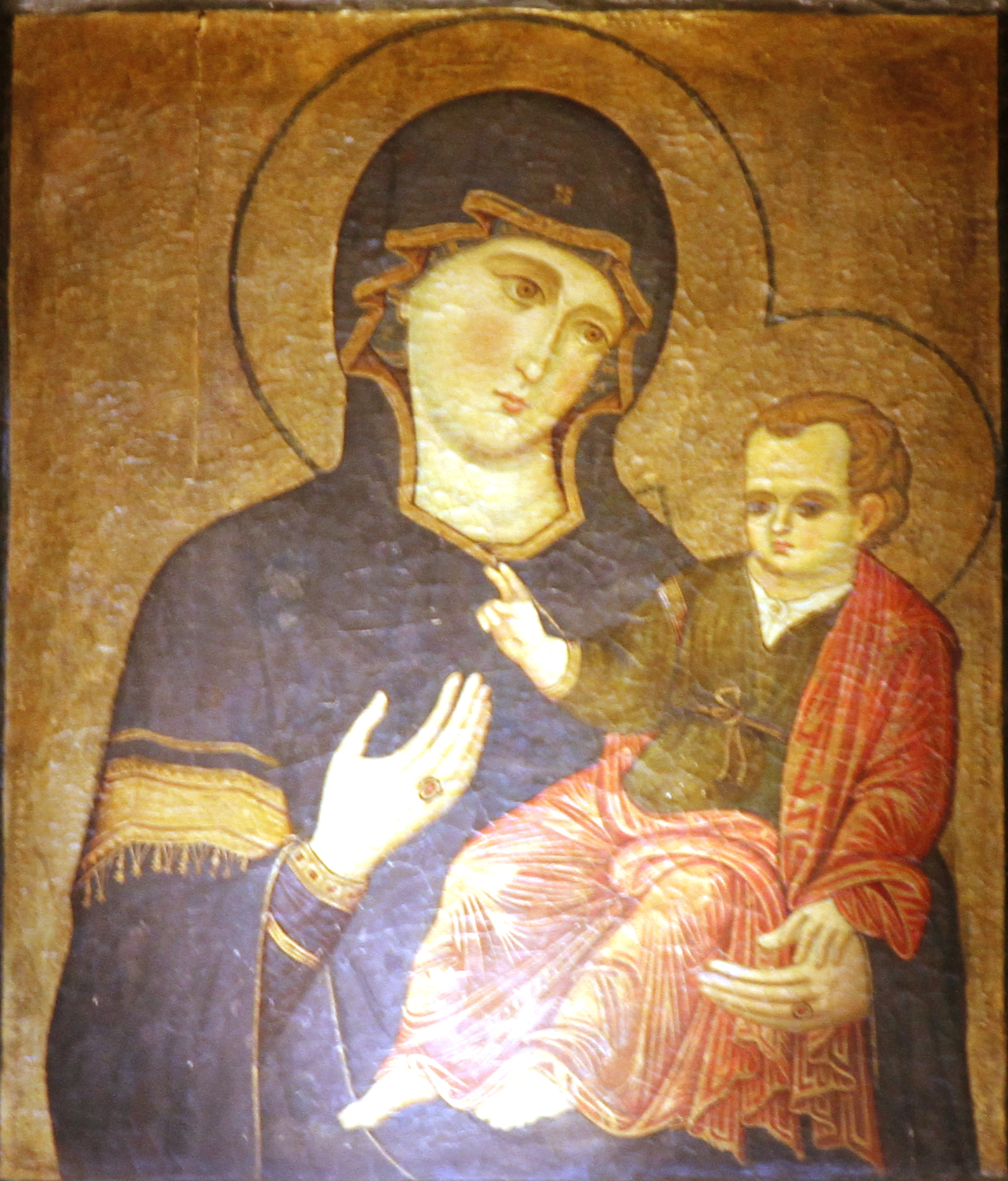
Icône de la Madone del Popolo.

Le nom de Santa Maria del Popolo est absent du catalogue des églises de Rome écrit par Cencio Camerario en 1192. La tradition postérieure soutient que l'image miraculeuse de Notre-Dame, peinte par saint Luc lui-même, a été déplacée dans l'église par le pape Grégoire IX, qui transforme la chapelle en église, depuis San Lorenzo in Palatio et Sancta Sanctorum dans le Latran. Cela se produit après une inondation du Tibre - probablement la grande inondation de 1230 - qui provoque un horrible fléau dans la ville. Le pape convoque les cardinaux, tout le clergé et le peuple de Rome pour transférer l'icône à Santa Maria del Popolo lors d'une procession solennelle. Après cela, la peste cesse et la tranquillité est rétablie dans la ville. La Madone del Popolo est certainement restée l'une des icônes mariales les plus populaires à travers les siècles, attirant de nombreux pèlerins et assurant un plus grand rôle à l'église géographiquement encore éloignée du centre de la cité.
Les débuts de l'histoire de Santa Maria del Popolo sont presque inconnus car les archives de l'église ont été dispersées à l'époque napoléonienne et peu de documents d'avant 1500 ont survécu. Les premières références dans les sources archivistiques datent du XIIIe siècle. Le Catalogue de Paris (compilé vers 1230 ou 1272–76) qui énumère les églises de Rome, contient déjà le nom de Santa Maria de Populo. Il y avait peut-être une petite communauté franciscaine vivant à côté de l'église jusque vers 1250, mais il est possible qu'ils n'y soient restés que temporairement.

### Les Augustins

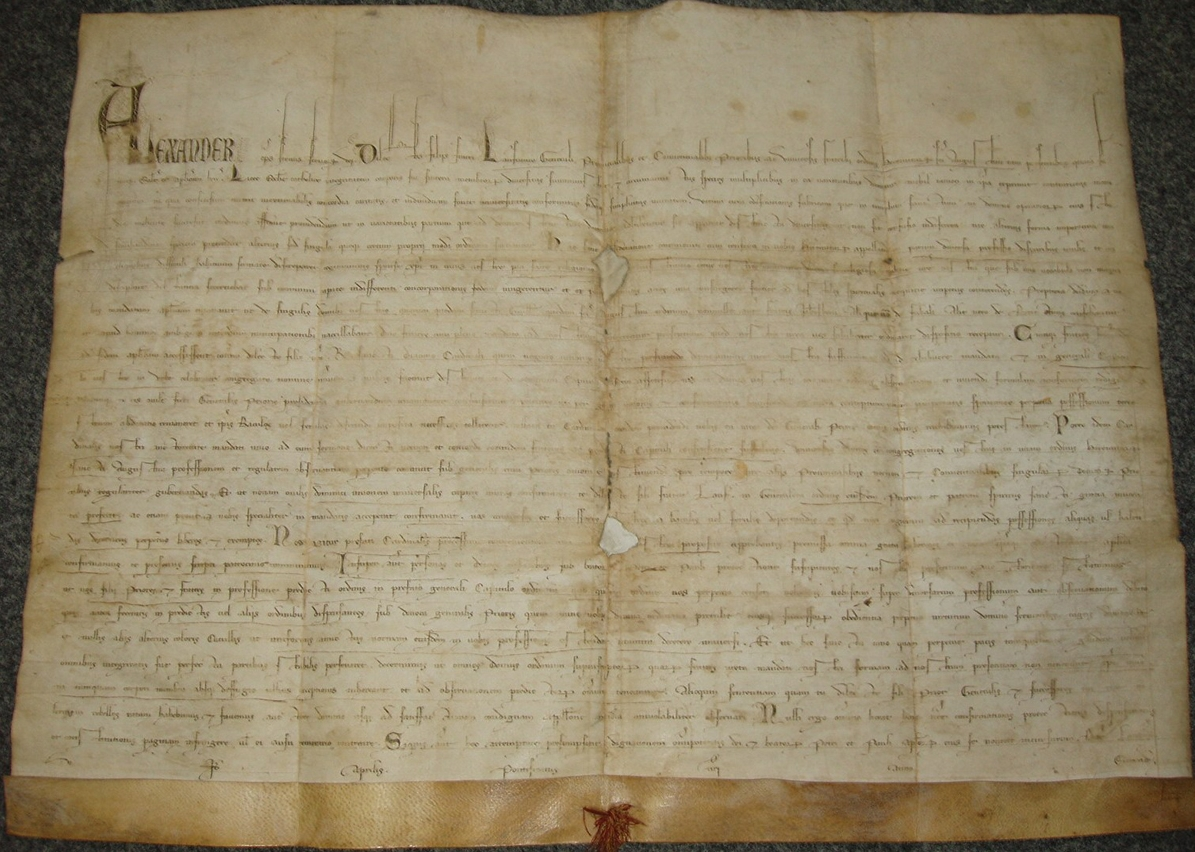
Bulle Licet Ecclesiae émise par le pape Alexandre IV le 9 avril 1256 qui établit l'ordre.

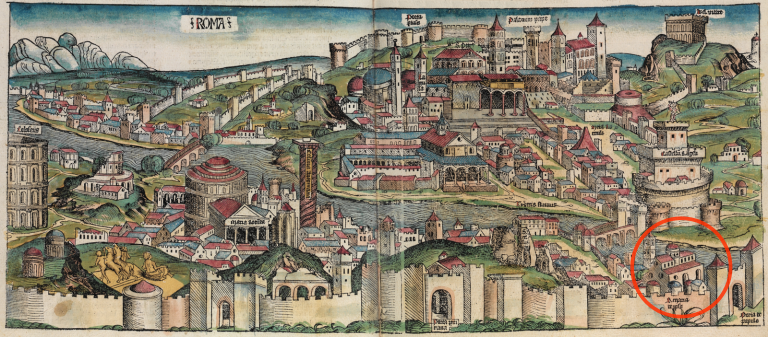
Représentation idéalisée de Rome dans la Chronique de Nuremberg de 1493, avec Santa Maria del Popolo entourée de rouge.

Au milieu du XIIIe siècle, l'église est donnée à l'ordre de Saint Augustin qui l'entretient depuis. Les Augustins étaient un nouvel ordre mendiant établi sous la direction du cardinal Riccardo Annibaldi, probablement le membre le plus influent de la Curie romaine à l'époque. Annibaldi est nommé correcteur et proviseur des ermites toscans par le pape Innocent IV en décembre 1243. Il convoque une réunion à Santa Maria del Popolo pour les délégués des communautés érémitiques où ils déclarent leur union et la fondation du nouvel ordre que le Pape confirme par la bulle Pia desideria le 31 mars 1244.
Quelques années plus tard (probablement en 1250 ou 1251), une communauté de frères s'établit dans l'église et les franciscains sont compensés de leur perte par le monastère de Santa Maria in Aracoeli. Ladite « Grande Union » qui intègre diverses autres communautés ermites avec les Toscans par ordre du pape Alexandre IV, est également instituée par le chapitre général tenu à Santa Maria del Popolo sous la direction du cardinal Annibaldi en mars 1256. Le lien fort entre la famille Annibaldi et l'église est attesté sur une inscription qui mentionne deux nobles dames de la famille, Caritia et Gulitia, qui ont érigé une sorte de monument en marbre dans la basilique en 1263. Le catalogue de Turin (vers 1320) indique que le monastère comptait 12 frères de l'ordre des ermites à l'époque.
Dans sa bulle Dum praecelsa, le pape Boniface IX, le 30 août 1400, accorde une indulgence particulière à ceux qui offrent l'aumône pour la construction d'un nouveau tabernacle au-dessus de l'image miraculeuse de la Vierge. Un relief en marbre représentant le couronnement de la Vierge (maintenant conservé dans le couloir de la sacristie) aurait pu faire partie d'un ciboire ou cella gothique construit pour l'icône après cette concession papale.
Au XVe siècle, le couvent de Santa Maria del Popolo rejoint le mouvement de l'observance qui essaie de restaurer la pureté originelle de la vie monastique. En mai 1449, le chapitre général des observateurs augustiniens établit cinq congrégations distinctes pour les frères pratiquants en Italie. Celle de Rome-Pérouse porte parfois le nom de Santa Maria del Popolo bien que le monastère n'ait jamais eu la position officielle de maison-mère. En 1472, le couvent est cédé par le pape Sixte IV à la Congrégation lombarde, la plus importante et la plus nombreuse de toutes, devient son siège romain et le siège de son procureur général (ambassadeur) à la Curie romaine.

### Reconstruction Sixtine

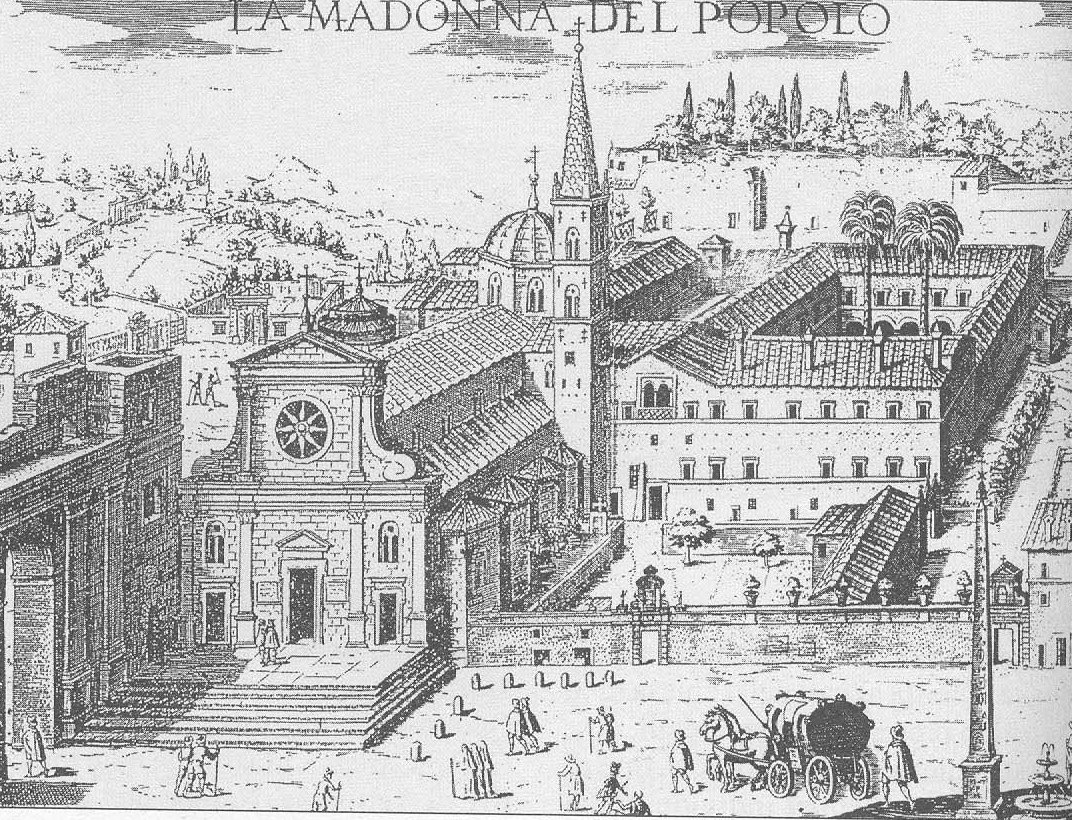
L'église dans sa forme originale sur la gravure sur cuivre de Giovanni Maggi (1625).

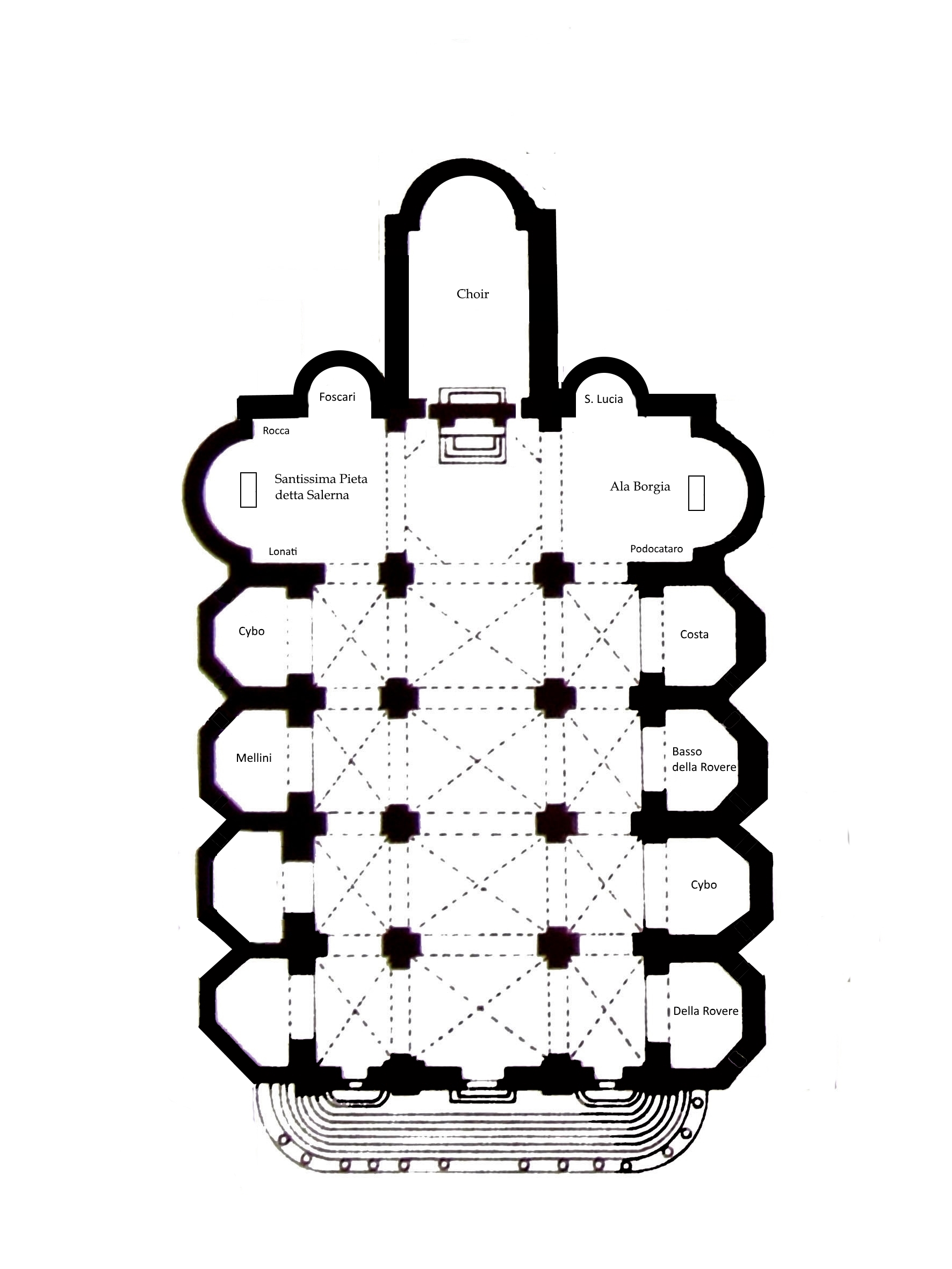
Plan de la basilique dans sa forme originale du quattrocento ; la forme du chœur et du transept est incertaine.

Peu de temps après son transfert à la prestigieuse Congrégation lombarde, entre 1472 et 1477, Santa Maria del Popolo est reconstruite sur les ordres du pape Sixte IV dans le cadre de l'ambitieux programme de rénovation urbaine du pape qui se présente comme le restaurateur Urbis de Rome. L'église médiévale est entièrement démolie et une nouvelle basilique à trois nefs, en forme de croix latine, est construite avec quatre chapelles identiques des deux côtés, un dôme octogonal au-dessus de la croisée du transept et un haut clocher de style lombard à l'extrémité du transept droit. Cette reconstruction est un exemple précoce de l'architecture de la Renaissance italienne à Rome. Malgré les nombreux changements ultérieurs, la basilique a, pour l'essentiel, conservé sa forme Sixtine jusqu'à aujourd'hui.
L'architecte ou les architectes de ce projet innovant restent méconnus faute de sources contemporaines. Giorgio Vasari dans sa Vie attribue tous les projets papaux importants à Rome pendant le pontificat de Sixte IV à un florentin, Baccio Pontelli, y compris la basilique et le monastère Santa Maria del Popolo. Les chercheurs modernes jugent cette affirmation très douteuse et proposent d'autres noms parmi lesquels Andrea Bregno, un sculpteur et architecte lombard dont l'atelier a certainement reçu d'importantes commandes dans la basilique. Les différences fondamentales entre la façade et l'intérieur suggèrent que peut-être, plusieurs architectes ont travaillé sur le bâtiment.

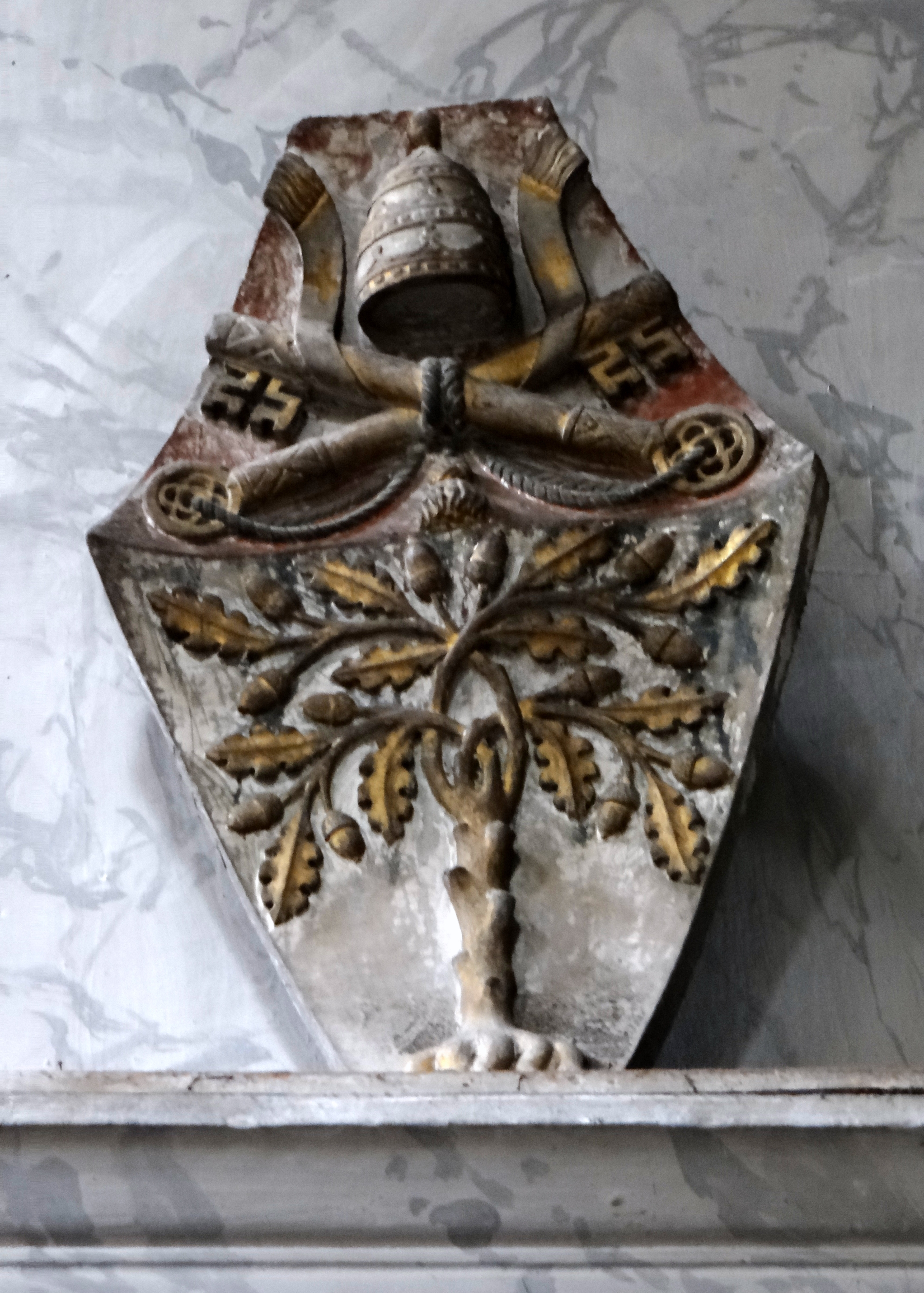
Armoiries du pape Sixte IV dans la nef.

L'année de réalisation est indiquée sur les inscriptions au-dessus des portes latérales de la façade. Sur celle de gauche est inscrit : « SIXTUS · PP · IIII · FVNDAVIT · 1477» , sur celle de droite : « SIXTUS · PP · IIII · PONT · MAX · 1477 ». Jacopo da Volterra note en 1480 dans son journal que le pape a visité l'église qu'il « a reconstruite à partir de zéro il y a quelques années ». Le pape est si fortement attaché à l'église, qu'il s'y rend pour prier tous les samedis et y célèbre chaque année la messe, dans la chapelle papale, le 6 septembre, fête de la Nativité de la Vierge. Le 2 juin 1481, lorsque la rumeur sur la mort de Mehmed II est confirmée, le pape s'y rend aux Vêpres en action de grâces avec les cardinaux et les ambassadeurs. La victoire des troupes papales contre les Napolitains à Campomorto le 21 août 1482 est une autre occasion pour laquelle le pape célèbre un événement important dans la basilique.
La reconstruction comporte également un message symbolique : le maléfique noyer de Néron est supplanté par le chêne bienfaisant des Della Rovere. Les armoiries papales sont placées sur la façade et les voûtes comme « symboles du bonheur éternel et de la protection contre la foudre », comme l'explique Landucci en louant la transposition des deux arbres. Un autre aspect important de la reconstruction Sixtine est qu'elle fait de la basilique, la première église pour les pèlerins arrivant à Rome du Nord , un monument dynastique de la famille Della Rovere. Cela est renforcé par des proches du pape et d'autres personnages de sa cour qui achètent des chapelles et construisent des monuments funéraires. « Santa Maria del Popolo est devenue un lieu pour unir visuellement la domination universelle de l'église avec les della Rovere, un symbole totémique qui associerait les della Rovere à Rome et leur permettait de coopter sa magnificence et sa gloire », a affirmé Lisa Passaglia Bauman.
Le nouveau maître-autel pour l'icône de la Vierge est commandé par le cardinal Giuliano della Rovere, le neveu du pape, ou le cardinal Rodrigo Borgia, en 1473. Un autre parent, le cardinal Domenico della Rovere acquiert deux chapelles sur le côté droit. Il transforme la première en chapelle funéraire et vend l'autre au cardinal Jorge da Costa en 1488. La famille papale suivante, les Cybo, offre la deuxième chapelle à droite dans les années 1490, ainsi que la troisième chapelle à gauche, tandis que la troisième chapelle à droite va à un autre cardinal-neveu du pape Sixte, Girolamo Basso della Rovere. Dans la première chapelle à gauche, Mgr Giovanni Montemirabile, un confident du pape, est enterré en 1479. Un autre confident, le cardinal Giovanni Battista Mellini, est enterré dans la troisième chapelle à gauche après sa mort en 1478. Les deux artistes les plus étroitement associés à cette période de l'église sont le sculpteur Andrea Bregno et le peintre Pinturicchio.
La basilique conserve son importance à l'époque Borgia. Lorsque le fils du pape Giovanni Borgia, est assassiné en juin 1497, le corps est déposé en l'état dans la basilique et enterré dans la chapelle Borgia. D'autres membres de la famille et leur entourage sont également enterrés dans le transept, dont Vannozza Cattanei, ancienne maîtresse d'Alexandre VI en 1518, et le secrétaire et médecin du pape, Ludovico Podocathor en 1504.

### Extension Julienne

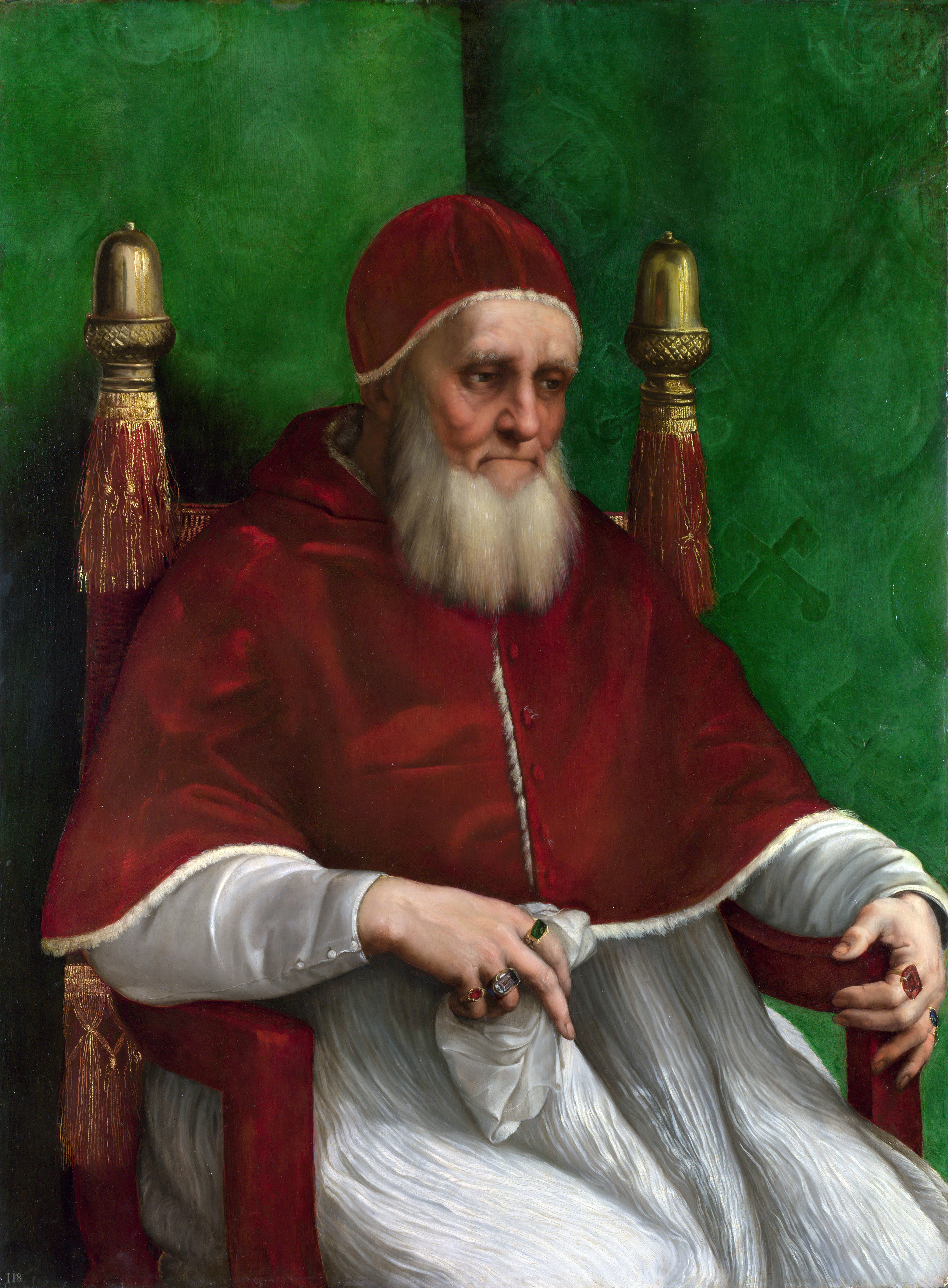
Portrait de Jules II par Raphael, peint à l'origine pour Santa Maria del Popolo.

Avec l'élection d'un autre cardinal Della Rovere, Jules II en 1503, la basilique Santa Maria del Popolo redevient l'église préférée du pape régnant. Jules II est fortement dévoué à l'icône de la Madone del Popolo, mais il est également fortement dévoué à accroître la gloire de sa dynastie. Pour ces raisons, il reprend le travail de son oncle et construit entre 1505 et 1510 un nouveau chœur spacieux derrière le maître-autel. Le projet est confié à son architecte préféré, Donato Bramante. Le chœur est construit dans le style de la Haute Renaissance, et il est décoré des fresques de Pinturicchio sur la voûte à voile et des vitraux de Guillaume de Marcillat. Il est également utilisé comme mausolée : Andrea Sansovino crée deux tombes monumentales pour le cardinal Girolamo Basso della Rovere († 1507), le cousin préféré du pape, et le cardinal Ascanio Sforza († 1505), son ancien rival.
Sur commission papale, Raphael peint la Vierge de Lorette, une représentation de la Sainte Famille, (vers 1508) et le Portrait du pape Jules II (vers 1511) tous deux destinés à l'église. Des références des années 1540 et suivantes, indiquent que la très prestigieuse paire d'images votives était parfois accrochée aux piliers les jours de fête, mais sinon, qu'elles étaient probablement conservées dans la sacristie. Malheureusement, en 1591, les deux peintures sont retirées de l'église par Paolo Emilio Sfondrati, puis seront ensuite vendues.
Jules II donne en 1507 son assentiment au riche banquier siennois, Agostino Chigi pour construire un mausolée en remplacement de la deuxième chapelle latérale sur la gauche. La chapelle était dédiée à la Vierge de Lorette dont le culte est ardemment promu par les papes Della Rovere. La chapelle Chigi est conçue par Raphael et est partiellement achevée en 1516. Elle reste inachevée pendant très longtemps. Ce projet ambitieux crée un lien fort entre la basilique et les Chigi qui s'étend jusqu'au siècle suivant.
À l'époque de Jules II, l'église redevient le lieu d'importantes cérémonies papales. Le pape y lance sa première campagne le 26 août 1506 et, à son retour à Rome, après la guerre du nord de l'Italie, il passe la nuit du 27 mars 1507 au couvent de Santa Maria del Popolo. Le lendemain, Jules II célèbre la messe du dimanche des Rameaux dans l'église décorée de feuilles de palmier et de branches d'olivier. La cérémonie est suivie d'une entrée triomphale dans la ville. Le 5 octobre 1511, la Sainte Ligue contre la France est solennellement proclamée dans la basilique. Le 25 novembre 1512, l'alliance du pape avec l'empereur Maximilien Ier est également annoncée dans cette église en présence de cinquante-deux envoyés diplomatiques et de quinze cardinaux. Le pape visite également la Madone del Popolo pour des raisons privées, comme lorsqu'il prie pour le retour de son neveu préféré, Galeotto Franciotti della Rovere, début septembre 1508.

### Visite de Luther

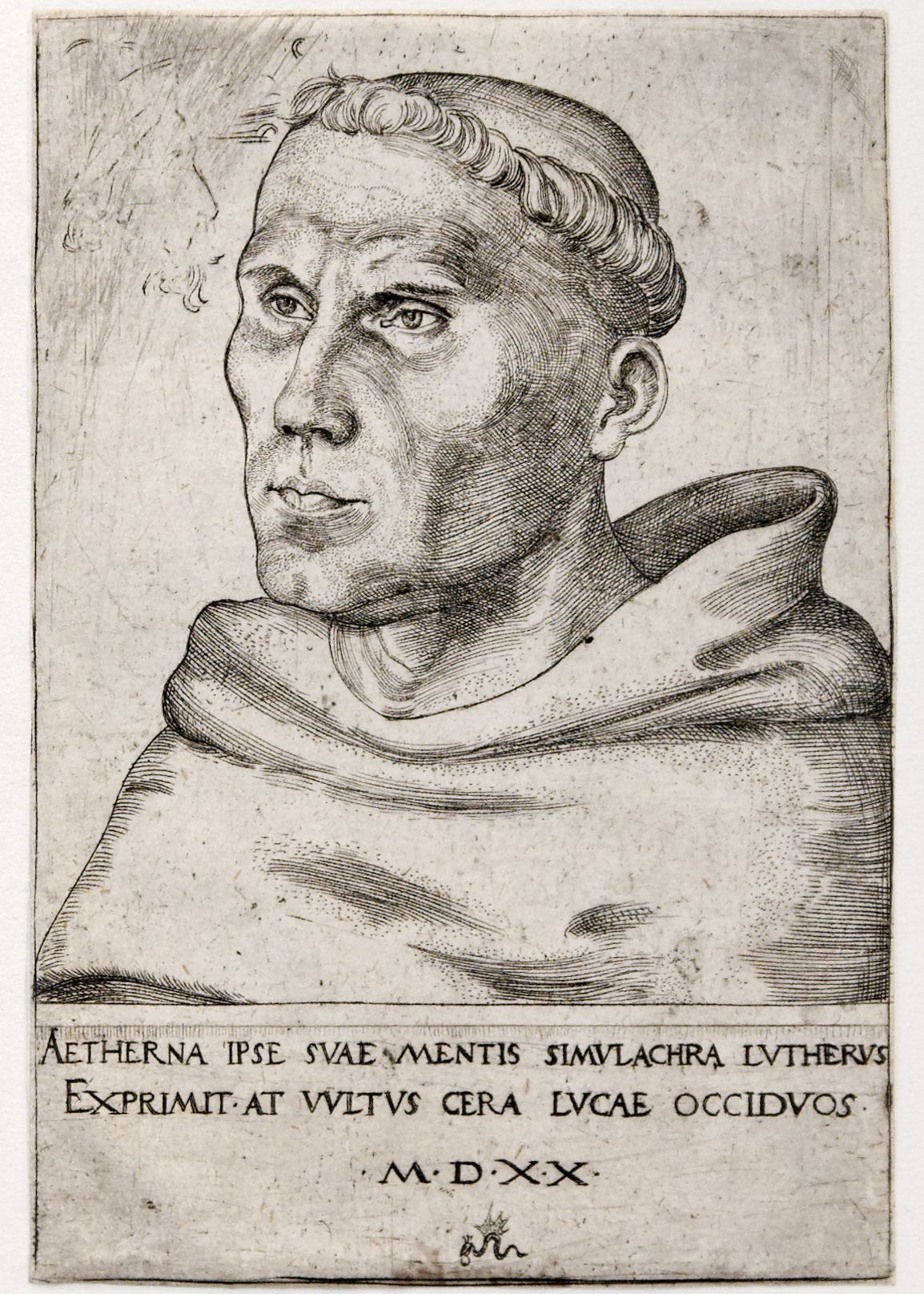
Cranach l'Ancien, Luther en moine augustin.

Le voyage de Luther à Rome en tant que jeune moine augustin est un épisode célèbre de sa vie avant la Réforme. Bien que son séjour dans la ville soit devenu un objet de légendes, les circonstances et les détails de ce voyage sont étonnamment troubles en raison du manque de sources authentifiées. Même la date traditionnelle (1510/11) a été remise en question récemment lorsque Hans Schneider a suggéré que le voyage ait eu lieu un an plus tard en 1511/12.
Il est toutefois certain que le voyage est lié à une querelle entre l'Observance et les monastères conventuels de l'Ordre des Augustins dans le Saint Empire romain germanique et leur proposition d'union. Selon la datation traditionnelle, Luther arrive à Rome entre le 25 décembre 1510 et janvier 1511. Son biographe, Heinrich Böhmer, suppose que le jeune moine séjourne au monastère de Santa Maria del Popolo. Cette hypothèse est contestée par des biographes modernes qui font valoir que la relation tendue entre la Congrégation lombarde et l'administration de l'ordre augustinien fait du monastère de Santa Maria del Popolo un logement inapproprié pour Luther qui tente de gagner la faveur des dirigeants de son ordre. Quoi qu'il en soit, Luther, qui passe quatre semaines à Rome, a certainement visité le seul monastère augustin de la ville et sa célèbre église de pèlerinage qui est la préférée du pape régnant.

### Paroisse

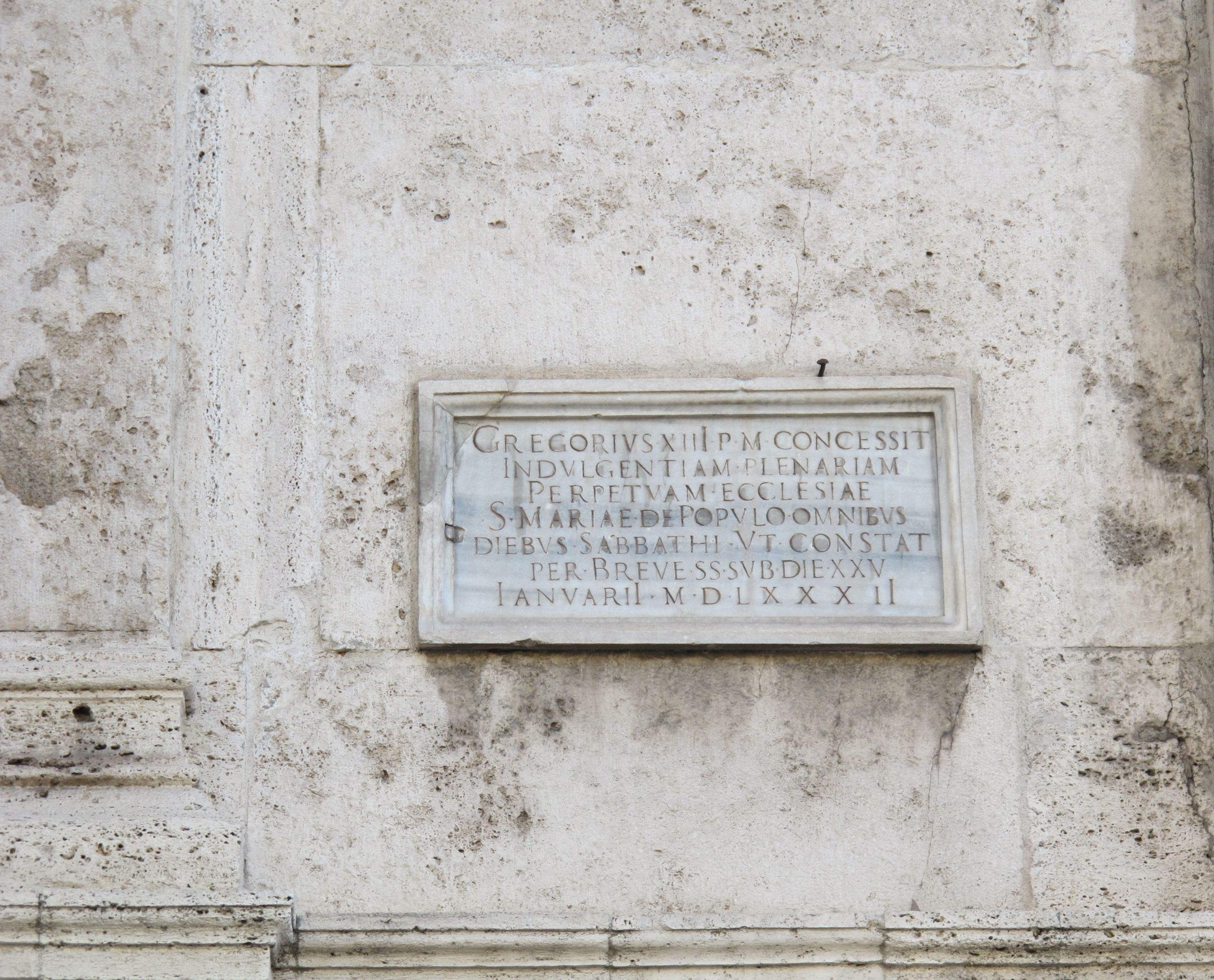
Inscription commémorant les indulgences concédées par le pape Grégoire XIII en 1582.

Après l'ère Della Rovere, la basilique perd son rôle éminent d'église papale, mais elle reste l'une des églises de pèlerinage les plus importantes de la ville. Ainsi, le 23 novembre 1561, le pape Pie IV organise une procession solennelle de Saint-Pierre à la basilique Santa Maria del Popolo à l'occasion de la réouverture du concile de Trente. Les travaux de construction se poursuivent lentement dans la chapelle Chigi jusqu'aux années 1550. Le dernier ajout important de la Renaissance est la chapelle Theodoli entre 1555 et 1575, avec une riche décoration en stuc et fresques de Giulio Mazzoni.
En même temps, la basilique devient une église paroissiale lorsque le pape Pie IV crée la paroisse de Saint-André « hors la Porte Flaminia » par le motu proprio Sacri apostolatus du 1er janvier 1561 et l'unit à perpétuité avec le prieuré des Augustins. Le soin de la nouvelle paroisse est confié aux frères et le pape Pie V déplace le siège de la paroisse à Santa Maria del Popolo. La paroisse existe toujours et englobe une vaste zone comprenant la partie sud du quartier Flaminio, la colline du Pincio et la partie la plus septentrionale du centre historique autour de la Piazza del Popolo. La basilique est érigée en église titulaire le 13 avril 1587 par le pape Sixte V par la constitution apostolique Religiosa. Le premier cardinal prêtre du titulus est le cardinal Tolomeo Gallio. Le pape Sixte V rehausse également l'importance liturgique de la basilique en l'élevant au rang de station de carême dans sa bulle du 13 février 1586 qui ravive l'ancienne coutume des stations de carême (ce rôle a été perdu dans les temps modernes). Le même pape inclut l'église parmi les sept églises du tour de Rome rn remplacement de la basilique mal située de Saint-Sébastien-hors-les-murs.
En avril 1594, le pape Clément VIII ordonne l'enlèvement du tombeau de Vannozza Cattanei, la maîtresse d'Alexandre VI, de la basilique parce que la mémoire des Borgia constitue une tache sur l'histoire de l'Église catholique pour la papauté réformée dont toutes les traces visibles doivent disparaître.

### Le Caravage et Le Bernin

Le Caravage, Crucifiement de saint Pierre.

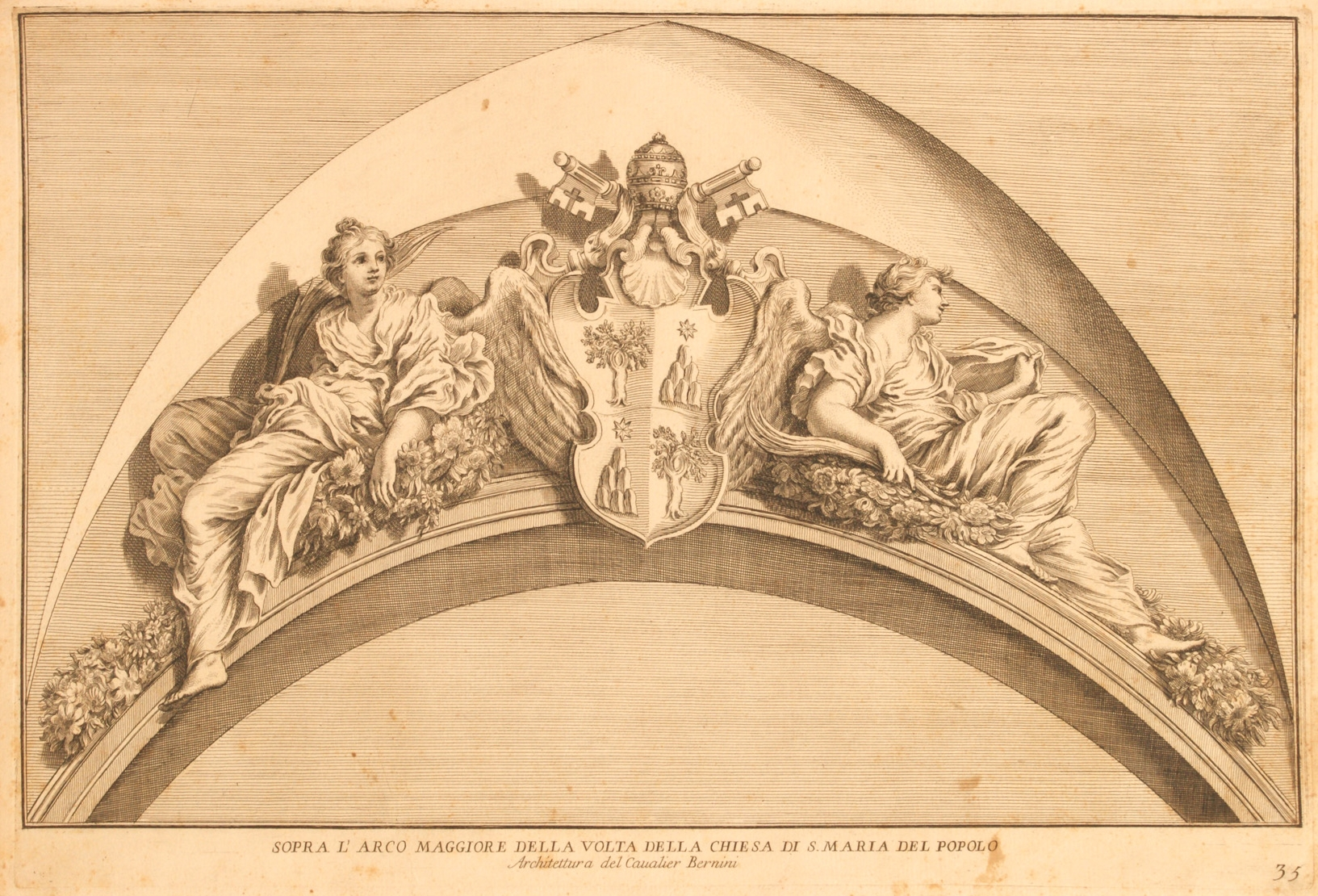
Armes Chigi avec deux victoires d'Antonio Raggi dans la nef.

Le 8 juillet 1600, Monseigneur Tiberio Cerasi, trésorier général du pape Clément VIII achète le droit de patronage de l'ancienne chapelle des Foscari dans le transept gauche pour la démolir. La nouvelle chapelle Cerasi est conçue par Carlo Maderno entre 1600 et 1601, et est décorée de deux grandes toiles baroques du Caravage, la Conversion de saint Paul et le Crucifiement de saint Pierre. Ce sont les œuvres d'art les plus importantes de la basilique et des chefs-d'œuvre incomparables de l'art occidental. Un troisième tableau est également significatif, l'Assomption de la Vierge d'Annibale Carracci qui était posée sur l'autel.
Au cours de la première moitié du XVIIe siècle, il n'y a pas d'autres travaux de construction importants dans la basilique, mais de nombreux monuments funéraires baroques sont érigés dans les chapelles latérales et les bas-côtés, le plus célèbre d'entre eux étant la tombe du cardinal Giovanni Garzia Mellini par Alessandro Algardi (1637-1638). Deux cycles de fresques remarquables sont ajoutés par Giovanni da San Giovanni dans la chapelle Mellini, que la famille propriétaire restaure dans les années 1620, et par Pieter van Lint dans la chapelle Cybo dans les années 1630.
Une nouvelle vague de construction commence lorsque Fabio Chigi devient le cardinal prêtre de l'église en 1652. Il commence immédiatement la reconstruction de la chapelle familiale négligée qui est embellie par Le Bernin. En 1655, Chigi est élu pape sous le nom d'Alexandre VII. Il vérifie à plusieurs reprises l'avancement des travaux ; une visite papale est effectuée les 4 mars 1656, 10 février et 3 mars 1657. Grâce à cette supervision personnelle, le projet est rapidement achevé au milieu de l'année 1657, mais la dernière statue du Bernin n'est  mise en place qu'en 1661.
Entre-temps, le pape confie au Bernin la tâche de moderniser l'ancienne basilique dans un style baroque contemporain. En mars 1658, Alexandre VII inspecte les travaux en compagnie de l'architecte. Cela s'avère être une reconstruction importante qui change le caractère de la basilique du Quattrocento. La façade est modifiée, de plus grandes fenêtres sont ouvertes dans la nef, des statues, des fresques et des décorations en stuc sont ajoutées à l'intérieur et un nouvel autel principal est érigé. Deux autels latéraux et des tribunes d'orgue sont construits dans le transept où l'ancienne chapelle Borgia a été démolie. Les armoiries, symboles et inscriptions de Chigi célèbrent partout la gloire du pape.
La basilique a presque atteint sa forme définitive avec la reconstruction berninienne. Le dernier ajout important se produit pendant le pontificat d'Innocent XI . Son secrétaire d'État, le cardinal Alderano Cybo démolit l'ancienne chapelle familiale (la seconde à droite) et fait construire la somptueuse chapelle baroque Cybo à sa place, conçue par Carlo Fontana entre 1682 et 1687. La grande chapelle en forme de dôme est décorée de peintures de Carlo Maratta, Daniel Seiter et Luigi Garzi. Elle est considérée comme l'un des monuments sacrés les plus importants érigés à Rome dans le dernier quart du XVIIe siècle.

### Développements ultérieurs

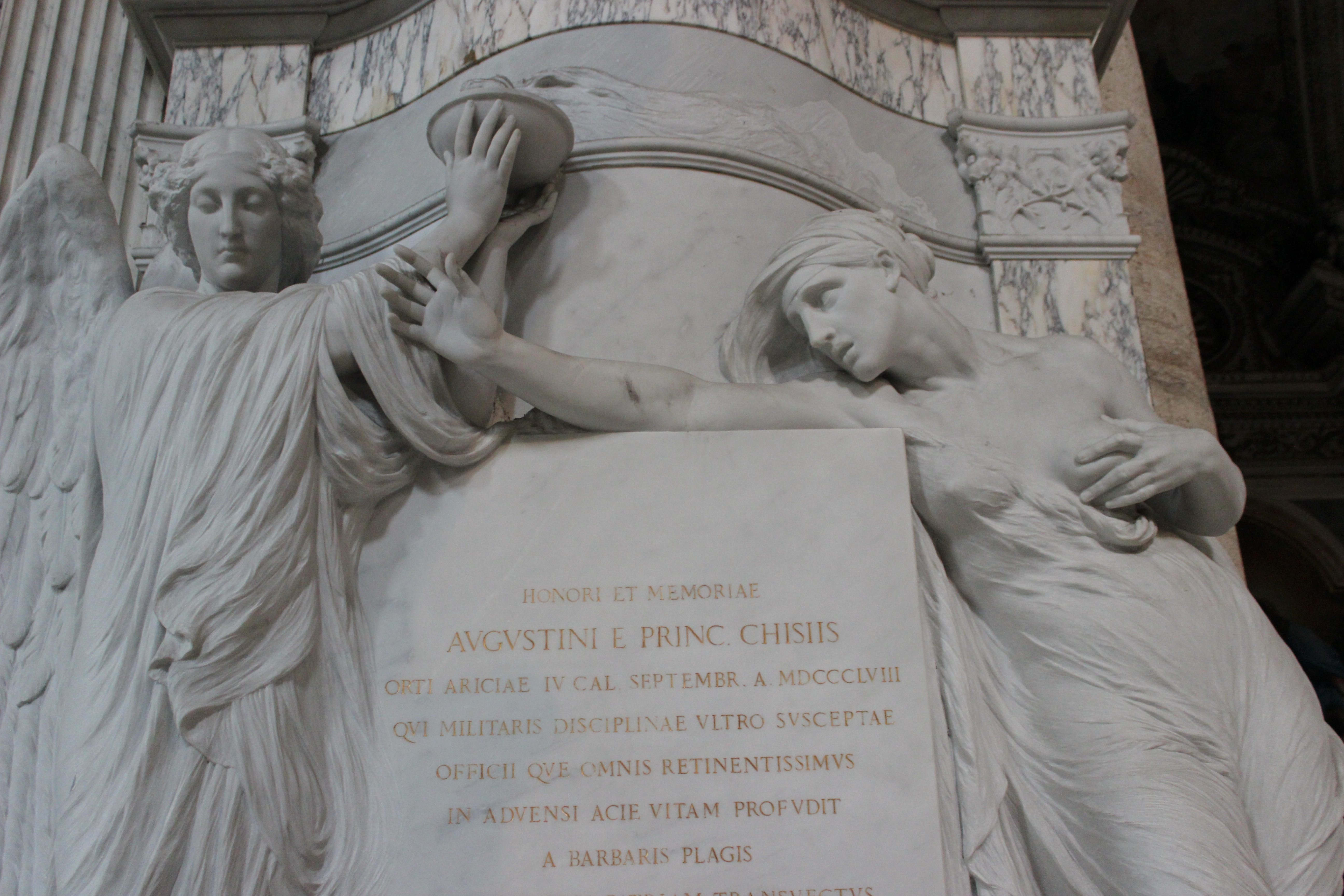
Adolfo Apolloni, monument à Agostino Chigi, dernière tombe monumentale ajoutée en 1915.

Sous le pontificat du pape Clément XI, la basilique est le théâtre d'une heureuse cérémonie : le 8 septembre 1716, le pape bénit une épée de quatre pieds de long, ornée des armes papales, qu'il envoie en cadeau au prince Eugène de Savoie, le commandant de l'armée impériale après que le prince eut remporté la bataille de Peterwardein contre les Ottomans dans la guerre austro-turque.
L'ajout le plus visible du XVIIIe siècle est le spectaculaire monument funéraire de la princesse Maria Flaminia Odescalchi Chigi, la jeune épouse de Don Sigismondo Chigi Albani della Rovere. Il est conçu par Paolo Posi en 1772 et parfois surnommé le « dernier tombeau baroque de Rome ». Au moment où l'église est remplie de tombes et d'œuvres d'art précieuses, il ne reste plus beaucoup de place pour le XIXe siècle, néanmoins, des interventions plus modestes sont réalisées : la chapelle Cybo-Soderini est restaurée en 1825, la chapelle Feoli est entièrement repensée dans le style néo-Renaissance en 1857 et la tombe monumentale Art Nouveau d'Agostino Chigi par Adolfo Apolloni est érigée en 1915. Après cela, seules des réparations et des restaurations ont lieu régulièrement ; la première intervention moderne importante est menée par Antonio Muñoz en 1912 dans le but de « redonner à l'église son beau caractère Quattrocento » et de supprimer de nombreux ajouts baroques dans la nef et le transept.
Le cadre urbain de la basilique change fondamentalement entre 1816 et 1824 lorsque Giuseppe Valadier crée le monumental ensemble néoclassique de la Piazza del Popolo, commandé par le pape Pie VII. L'ancien monastère des Augustins est démoli, les vastes jardins sont appropriés et un nouveau monastère est érigé sur une surface beaucoup plus petite dans un style néoclassique. Ce bâtiment couvre tout le côté droit de la basilique avec ses chapelles latérales, s'enroulant autour de la base du clocher et réduisant la proéminence visuelle de la basilique sur la place.

## Extérieur

### Façade

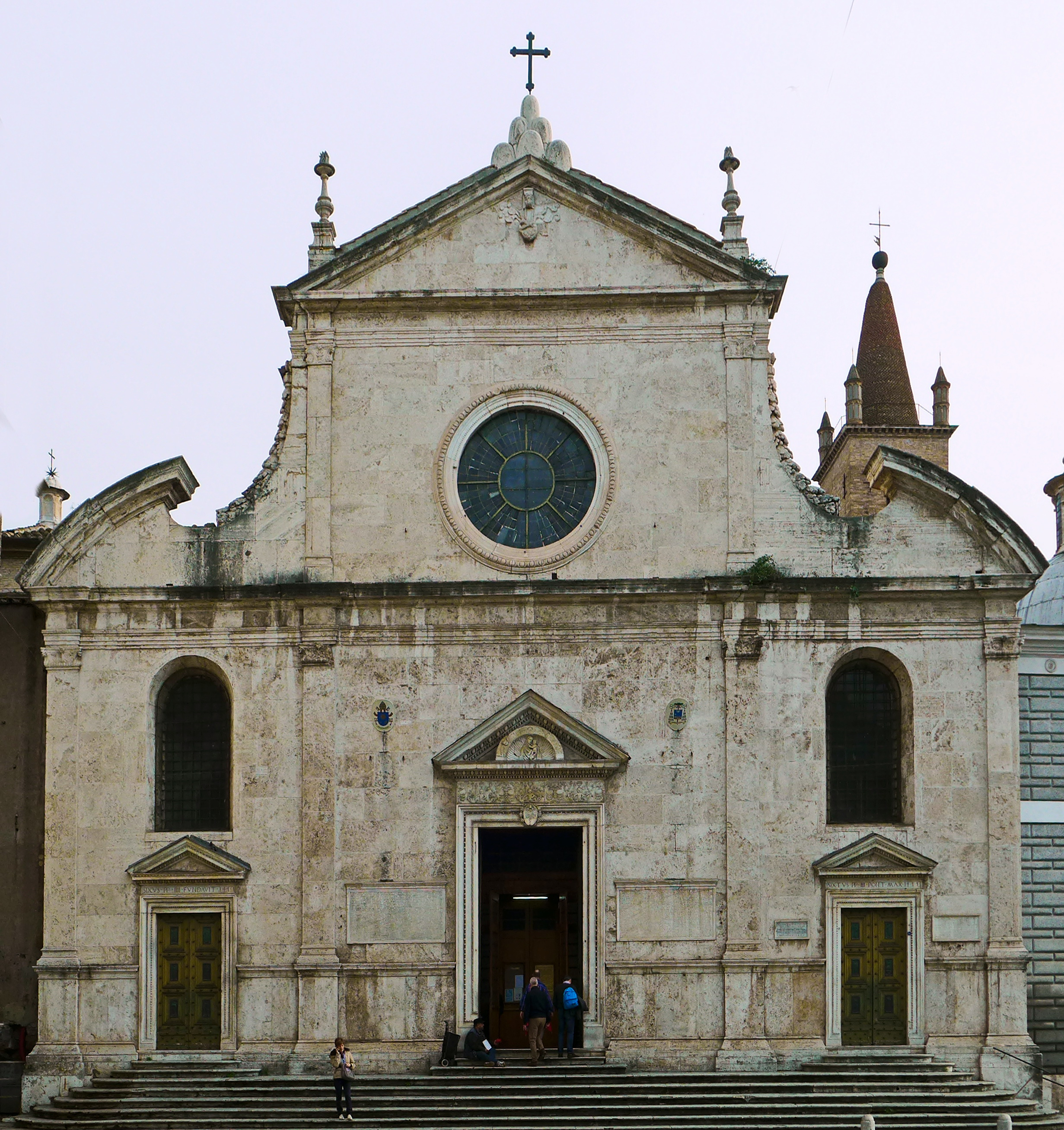
Façade.

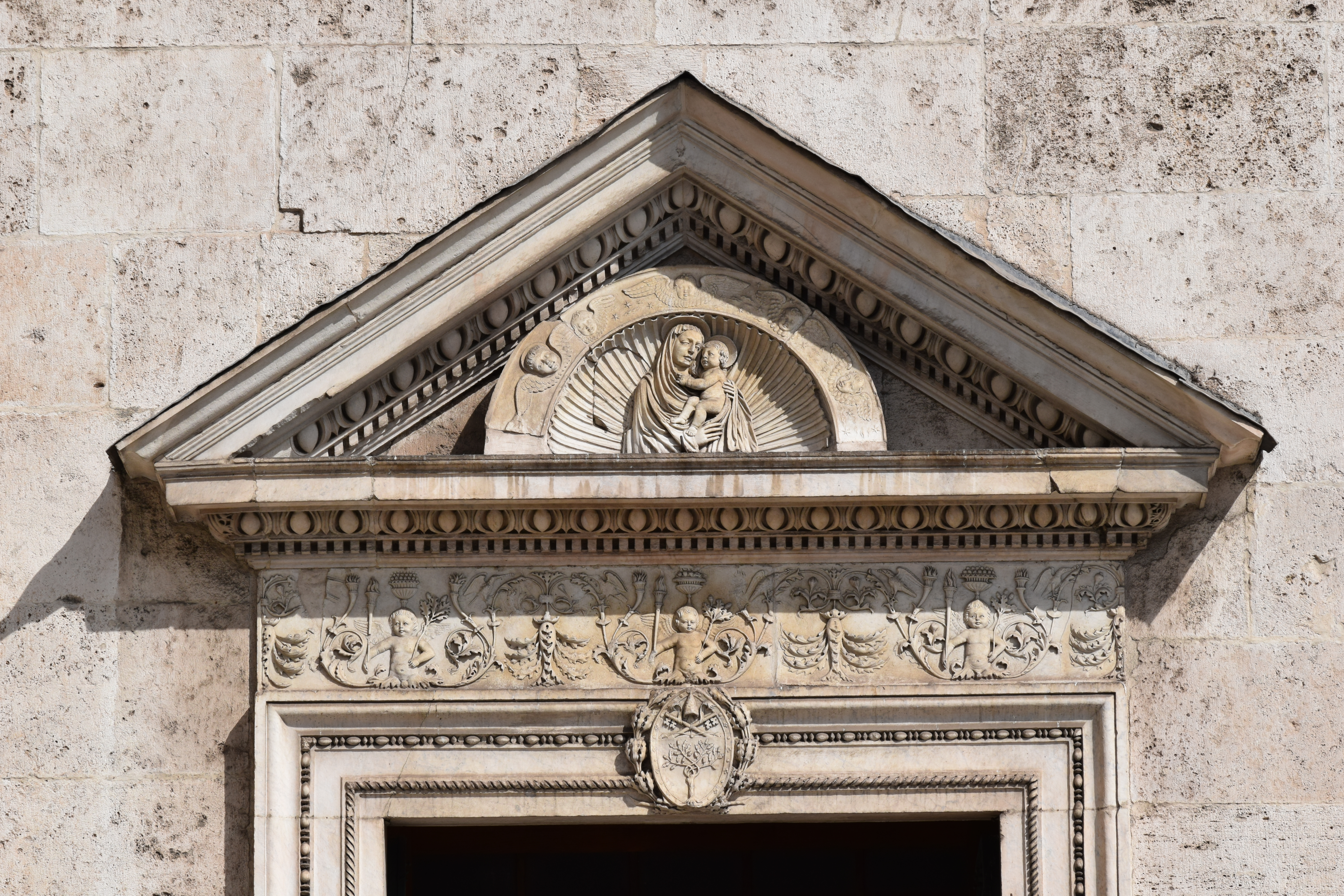
Fronton et frise de la porte centrale.

La façade est construite au début de la Renaissance, dans les années 1470, lorsque l'église médiévale est reconstruite par le pape Sixte IV. Elle est plus tard retravaillée par Le Bernin au XVIIe siècle, mais les sources picturales ont conservé sa forme originale, par exemple une gravure sur bois dans le guide de Girolamo Franzini en 1588 et une vue par Giovanni Maggi en 1625. À l'origine, il y avait des panneaux d'entrelacs dans les fenêtres et des rayons à la rosace centrale ; le bâtiment était autoportant avec une vue dégagée sur le clocher et une rangée de chapelles latérales identiques sur la droite.
L'architecture est souvent attribuée à Andrea Bregno, mais sans preuves absolues. Selon Ulrich Fürst, l'architecte visait un dosage parfait mais aussi, une maîtrise magistrale dans les détails : « De cette façon, il a réussi à concevoir la meilleure façade d'église de la Rome du début de la Renaissance ».
La façade haute de deux étages est construite en travertin romain brillant. Les trois entrées sont accessibles par une volée d'escaliers donnant à la basilique une impression de monumentalité. L'architecture est simple avec quatre pilastres peu profonds au niveau inférieur et deux pilastres flanquant la partie supérieure avec la rosace au centre. Les pilastres ont des chapiteaux corinthiens avec des moulures en forme d'œuf et de fléchettes, et une décoration végétale au niveau inférieur, tandis que ceux du niveau supérieur ont des chapiteaux plus simples avec des feuilles d'acanthe, des volutes et des palmettes. Les portes latérales sont surmontées de frontons triangulaires et leurs linteaux portent des inscriptions dédicatoires faisant référence au pape Sixte IV. Il y a une paire de grandes fenêtres cintrées au-dessus d'elles.
La porte principale est plus monumentale que les autres. Son fronton pointu est décoré d'une sculpture de la Vierge à l'Enfant encastrée dans une coquille Saint-Jacques. Le rebord de la niche est décoré de chérubins parmi des étoiles à six branches et des grappes de nuages. La frise a un beau décor sculpté de feuillage artificiel, d'oiseaux picorants et de trois putti qui tiennent des torches et des branches de chêne dans leurs mains et portent des bols de fruits sur la tête. Les armoiries du pape Sixte IV sur le linteau sont entourées de branches de chêne. Les sculptures autour de la porte sont les seules décorations sculpturales significatives de la façade, et dans leur ensemble, elles résument le programme iconographique de la reconstruction Sixtine. Le motif central est la Madone del Popolo entourée des symboles de la lumière céleste et de l'abondance paradisiaque, entrelacée avec l'emblème de la dynastie Della Rovere, et placée dans un cadre parfaitement classique.
Le Bernin a ajouté les deux moitiés d'un fronton segmentaire cassé sur les côtés du niveau supérieur, remplaçant les volutes d'origine, et l'élément de liaison incurvé avec les riches guirlandes de chêne. Les deux torches enflammées et les six montagnes, symboles de la famille Chigi, sont d'autres ajouts baroques. Le fronton simple était à l'origine décoré des armoiries du pape Sixte IV accrochées à un encorbellement en feuille d'acanthe, mais seule la partie supérieure tronquée de l'écu a survécu.

### Inscriptions

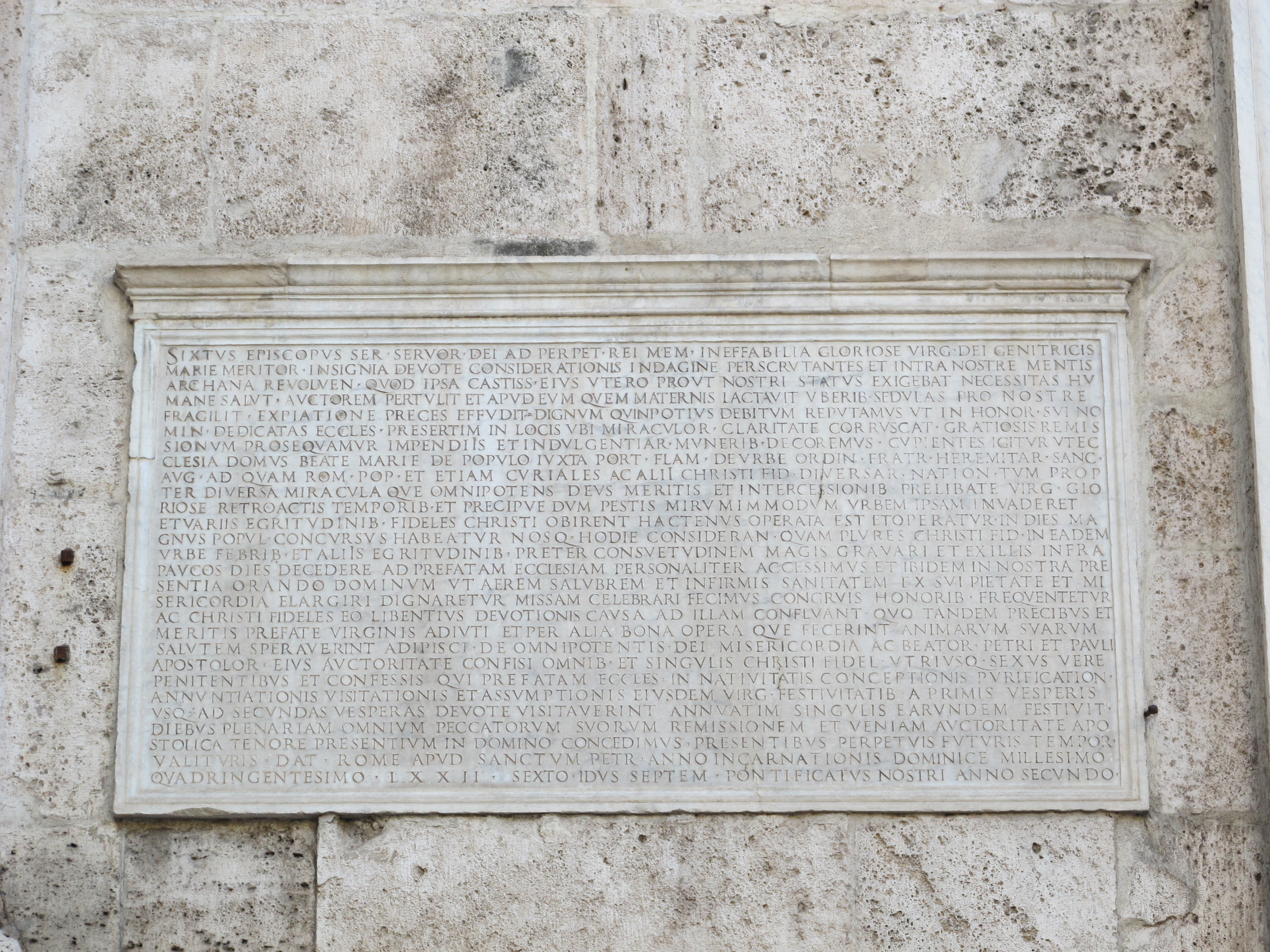
Inscription sur la façade d'une des bulles papales.

Deux longues inscriptions sur les deux côtés de l'entrée principale citent les bulles du pape Sixte IV concernant l'église. Avec la première, datée du 7 septembre 1472, qui commence par les mots Ineffabilia Gloriosae Virginis Dei Genitricis, il accorde l'indulgence plénière et la rémission de tous les péchés aux fidèles des deux sexes qui, véritablement repentis avoués, fréquentent cette église les jours de l'Immaculée Conception, de la Nativité, de l'Annonciation, de la Visitation, de la Purification et de l'Assomption de la Bienheureuse Vierge Marie. La seconde, datée du 12 octobre 1472, commence par les mots A Sede Apostolica sunt illa benigno favore concedenda, dans lesquels il confirme l'indulgence plénière perpétuelle qui peut être gagnée lors des fêtes de la Vierge précédemment indiquées, et plus encore, commémore les indulgences accordées à l'église par les anciens papes.
Les inscriptions sont des exemples célèbres du style dit « Sixtine » en lettres majuscules all'antica, une forme de l'écriture d'inscription monumentale romaine antique adaptée pour créer un idiome unique de la Renaissance. La principale source de ce style est Bregno lui-même qui l'utilise sur les inscriptions de ses monuments funéraires. 
Des deux côtés de la porte de droite, des plaques plus petites commémorent les indulgences que Grégoire XIII a concédées à la basilique en 1582 et l'nclusion par Sixte V de Santa Maria del Popolo parmi les sept églises de pèlerinage de Rome en 1586.

### Dôme

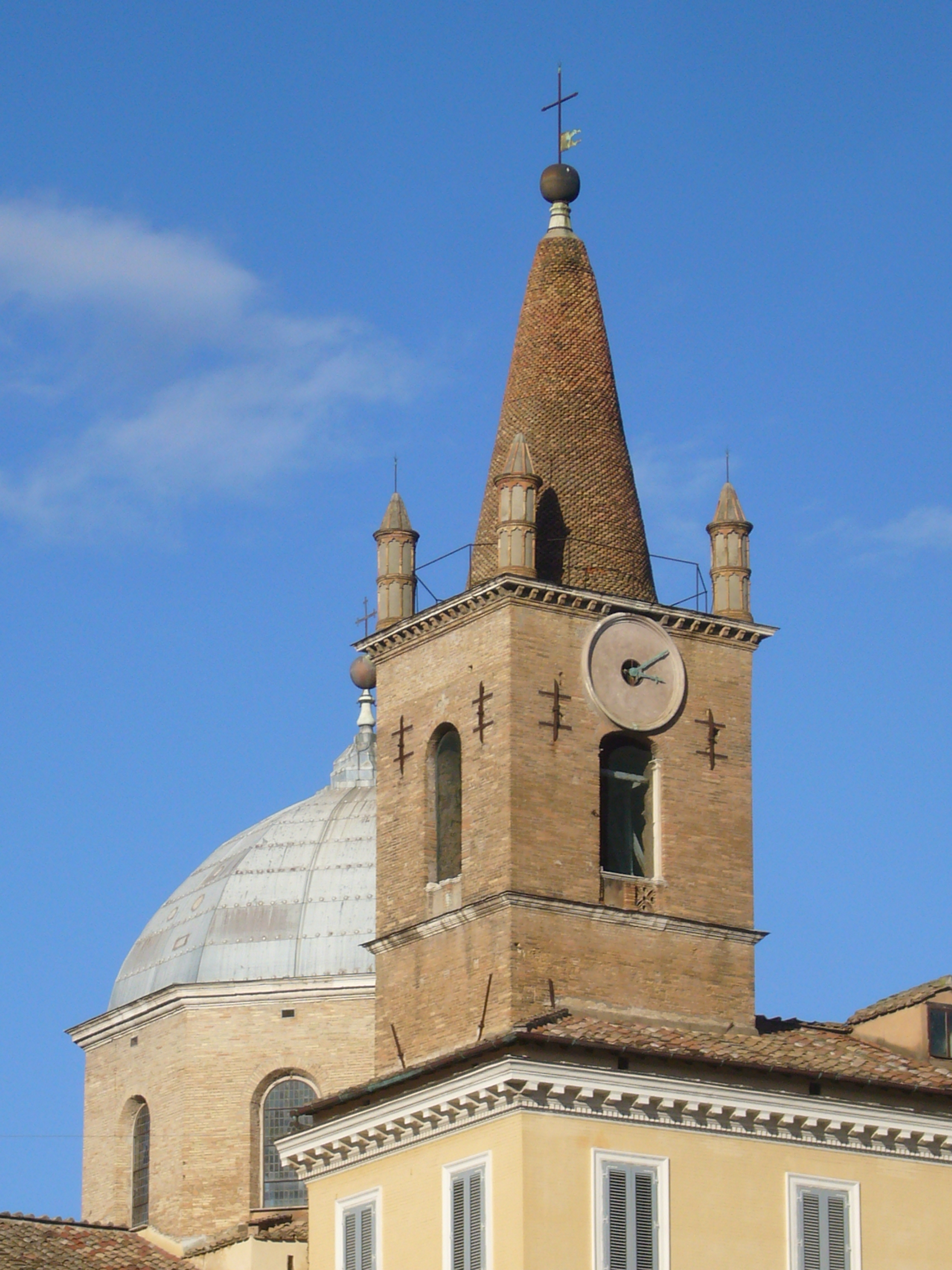
Le clocher de style nordique et le dôme octogonal.

Le dôme de Santa Maria del Popolo est le premier dôme octogonal de la Renaissance au-dessus d'un croisement rectangulaire érigé sur un haut tambour. Au moment de sa construction en 1474-75,  il n'existe pas de précédent, les seuls exemples comparables sont les dessins de Filarete pour la cité utopiste de Sforzinda qui n'ont jamais été réalisés. En tant que tel, le dôme est une anomalie visuelle dans la ligne d'horizon de Rome, mais est devenu plus tard un prototype qui a fait de nombreux adeptes dans la ville et dans d'autres villes italiennes. L'icône miraculeuse de la Madone del Popolo, placée en plein centre du sanctuaire sous le dôme, est la raison d'être de cette nouveauté.
Le dôme lui-même est une construction en maçonnerie mixte, assez irrégulière, de blocs de tuf, de briques et de mortier, recouverts de feuilles de plomb. La mince coque intérieure est en briques, qui peut être un ajout ultérieur pour créer une surface appropriée pour les fresques. Il est coiffé d'un élégant globe et d'un fleuron en croix. Le haut tambour en brique est ponctué de huit fenêtres cintrées qui avaient à l'origine des meneaux en pierre comme toutes les autres ouvertures de l'église. L'ensemble de la structure repose sur une base carrée basse.

### Clocher
Le clocher est situé à l'extrémité du transept droit. La structure a ensuite été incorporée au monastère néoclassique qui couvrait la plus grande partie de son corps. La grande tour en brique est construite dans le style du nord de l'Italie, ce qui est inhabituel à l'époque à Rome mais convient probablement au goût de la congrégation lombarde. La flèche conique, construite en briques d'argile en forme de pétale, est entourée de quatre pinacles cylindriques à calottes coniques. Ces pinacles ont deux rangées superposées d'arcades aveugles avec des arcs en briques saillantes. La flèche est couronnée d'une boule et d'un fleuron croisé avec une girouette supplémentaire. La partie supérieure de la tour présente une forte similitude avec le clocher de la basilique San Zeno à Vérone. La tour rectangulaire est articulée par des corniches en pierre. Au dernier étage, de grandes fenêtres cintrées sont disposées de chaque côté. Seules les traces endommagées des meneaux en pierre d'origine et des parapets en maçonnerie ornementale ont survécu dans les ouvertures, sauf du côté est où le meneau est resté intact : il s'agit d'une fenêtre biforée typique avec de petits piliers toscans et un quadrilobe.
L'horloge circulaire du côté sud est un ajout ultérieur, visiblement surdimensionnée pour l'espace entre la fenêtre et la corniche ; au XVIIIe siècle, elle était installé plus bas, du même côté de la tour. Une autre rangée de fenêtres cintrées au même niveau était déjà murée dans la seconde moitié du XVIIe siècle.

### Portes

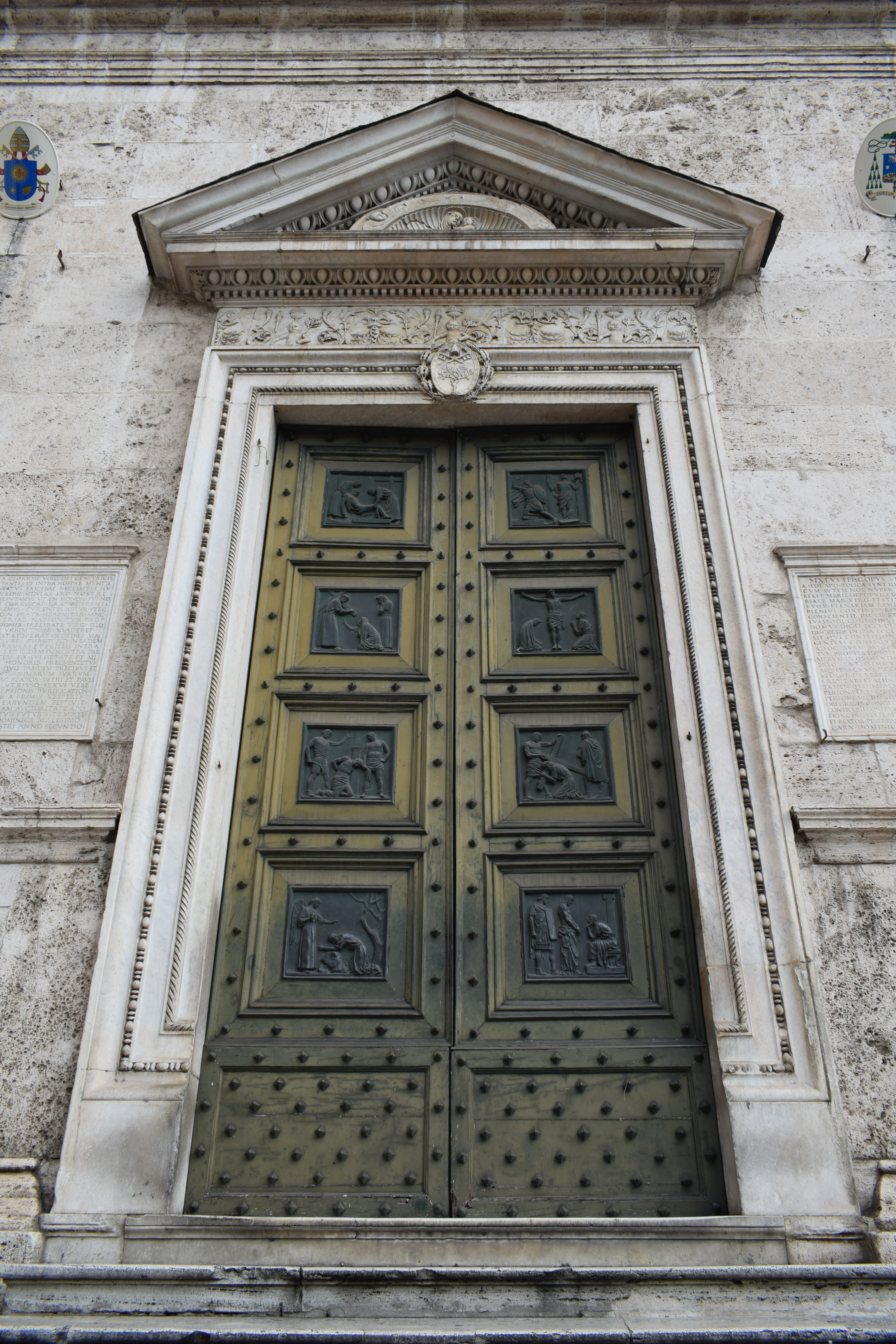
Porte principale.

Les trois portes en bois cloutées ont été décorées de reliefs en bronze par un sculpteur calabrais, Michele Guerrisi, en 1963. Les panneaux de la porte principale sont illustrés par des scènes de la Passion de Jésus tandis que les reliefs des portes latérales reprennent des phrases bibliques, soit sur les panneaux de la porte de gauche :
- rangée supérieure : (1) Ange avec un livre - Timor Domini initium sapientiae (La crainte du Seigneur est le commencement de la sagesse, Psaume 111: 10 ) ; (2) Ange avec un calice et du raisin - Hic est enim sanguis meus (Ceci est mon sang, Matthieu 26:28 ) ;

- rangée du milieu : (1) Ange avec un encensoir - Ascendit oratio sicut incensum (La prière monte comme l'encens, une version du Psaume 141: 2 ) ; (2) Ange avec un chandelier et une lampe à huile - Ad revelationem gentium (Pour la révélation aux Gentils, Luc 2:32 ) ;
- rangée inférieure : (1) Ange avec une tiare et une crosse - Ecclesia mater et magistra (L'Église, mère et institutrice, en particulier dans les documents du concile Vatican II) ; (2) Ange avec aspergillum, aspersorium et épi de blé - Asperge me Domine et mundabor (Purifie-moi, Seigneur, et je serai pur, Psaume 51: 9 );

sur les panneaux de la porte principale :
- 1re rangée : (1) Descente de croix ; (2) Résurrection
- 2e rangée : (1) Jésus rencontre sa mère, Marie; (2) Jésus sur la croix avec Marie et Jean
- 3e rangée : (1) Flagellation du Christ ; (2) Simon aide à porter la croix
- 4e rangée : (2) Agonie dans le jardin des Olivers ; (2) Jésus devant Pilate

sur le panneaux de la porte de droite :
- rangée supérieure : (1) Ange avec rouleau et sources d'eau - Euntes ergo docete omnes gentes (Par conséquent, allez et faites de toutes les nations des disciples, Matthieu 28:19 ) ; (2) Ange à la trompette - Et vos estote parati (Vous devez aussi être prêt, Luc 12:40 );
- rangée du milieu : (1) Ange avec calice, croix et couronne d'épines - Non sicut ego volo sed sicut tu (Pas comme je veux, mais comme tu veux, Matthieu 26:39) ; (2) Ange assis sur une pierre avec une baguette - Resurrexit non est hic (Il est ressuscité, il n'est pas ici, Matthieu 28: 6 );
- rangée inférieure : (1) Ange avec les tables de la Loi - Ego sum Dominus Deus tuus (Je suis le Seigneur votre Dieu, Exode 20: 2 ) ; (2) Ange avec colombe et serpent - Ave Maria gratia plena (Je vous salue Marie, pleine de grâce, premiers mots du Je vous salue Marie ).

## Intérieur

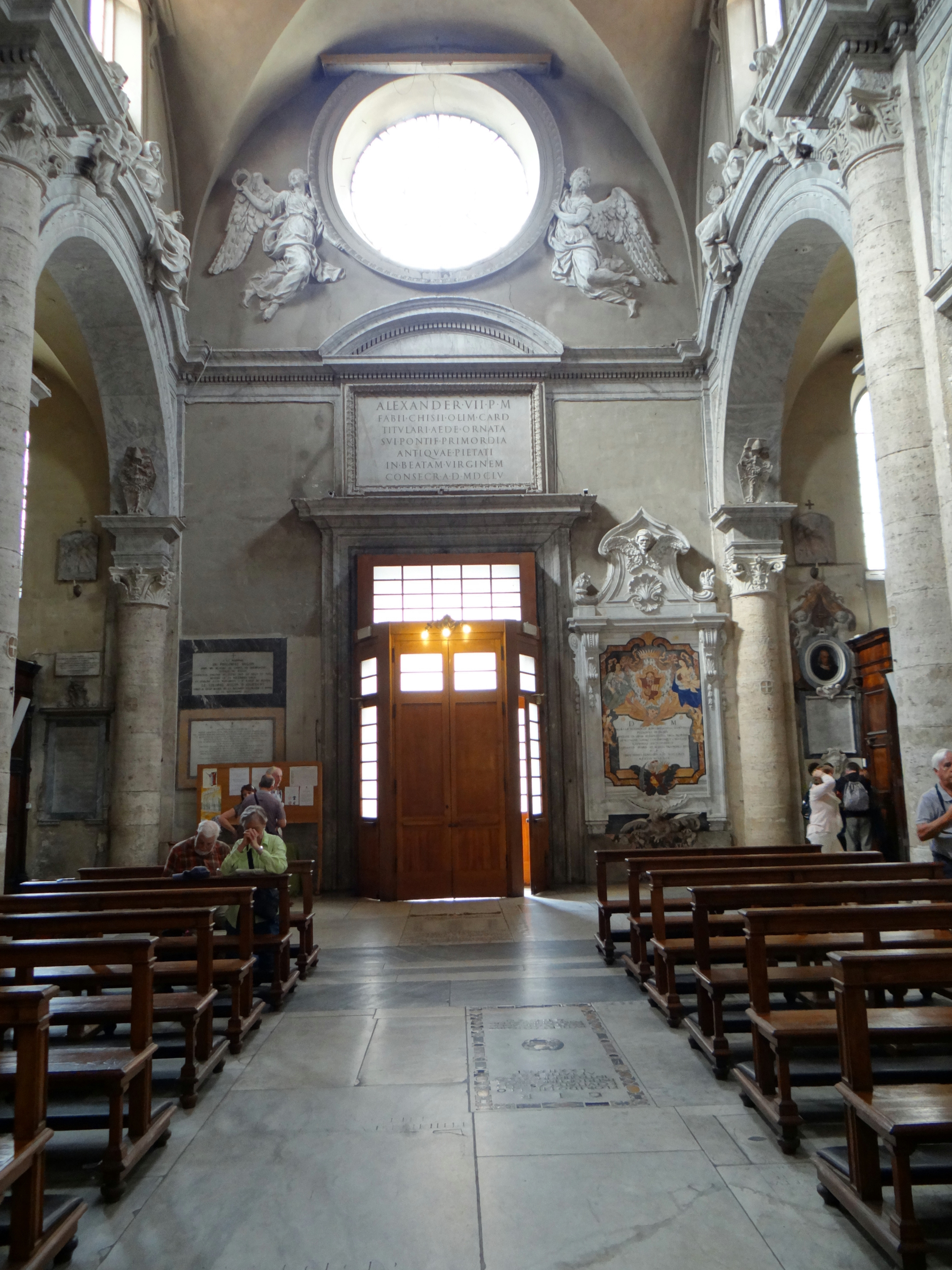
Mur intérieur de la façade avec l'inscription dédicatoire d'Alexandre VII.

### Mur intérieur de la façade
La décoration du mur d'entrée fait partie de la reconstruction berninienne de l'église au XVIIe siècle. L'architecture est simple avec un cadre en marbre autour de la porte monumentale, une corniche dentelée, un fronton voûté segmentaire et une inscription dédicatoire commémorant la reconstruction en profondeur de l'ancienne église que le pape Alexandre VII a initiée en tant que Fabio Chigi, cardinal prêtre de la basilique, et consacrée en 1655 en tant que pape nouvellement élu : « ALEXANDER · VII · P · M / FABII · CHISII · OLIM · CARTE / TITULARI · AEDE · ORNATA / SUI · PONTIF · PRIMORDIA / ANTIQAE · PIETATI / IN · BEATAM · VIRGINEM / CONSECR · A · D · MDCLV. »
La rosace est soutenue par deux anges en stuc sculptés par Ercole Ferrata en 1655-58 sous la direction du Bernin. Celui de gauche tient une couronne à la main. Divers monuments funéraires se trouvent dans la partie inférieure du mur intérieur de la façade.

### Nef

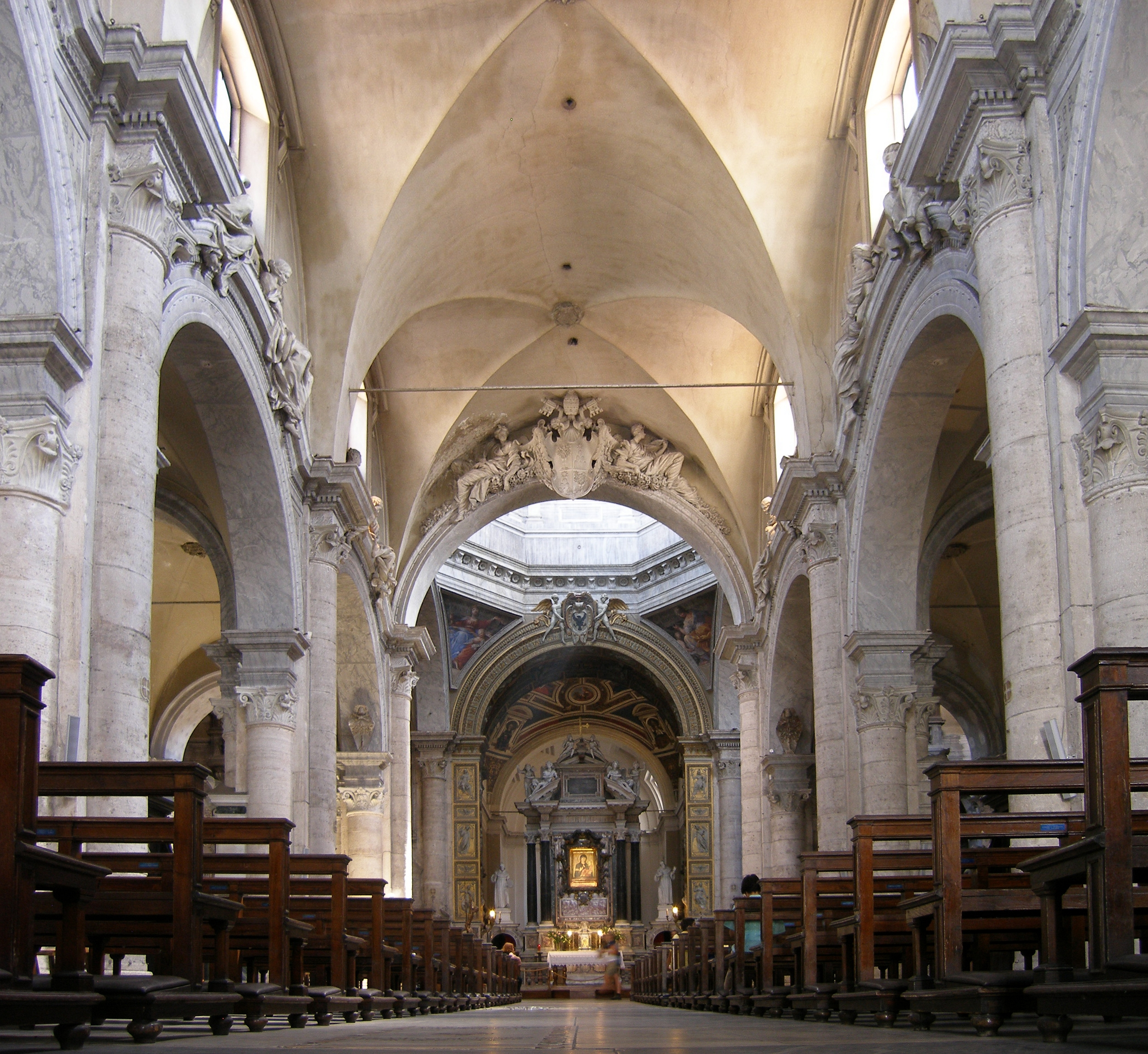
Intérieur.

L'église Santa Maria del Popolo est une basilique Renaissance avec une nef, deux bas-côtés et un transept avec une coupole centrale. La nef et les bas-côtés ont quatre travées et sont couverts de voûtes croisées. Quatre piles de chaque côté soutiennent les arcs séparant la nef des bas-côtés. Chaque pilier comporte quatre demi-colonnes en travertin, dont trois soutiennent les arcs et la voûte des bas-côtés, tandis que la quatrième plus haute soutient les voûtes de la nef. Les demi-colonnes ont des chapiteaux corinthiens avec un ornement de palmette entre les volutes. Il existe des différences subtiles entre les chapiteaux dans le type de la palmette et du fleuron. Contrairement aux fûts des colonnes, les chapiteaux sont encore enduits de plâtre.
L'architecture originale du XVe siècle a été en grande partie préservée par le Bernin qui n'a ajouté qu'une solide corniche en pierre et embelli les arches avec des paires de statues en stuc blanc représentant des saintes. Les deux premières paires à gauche et à droite sont des fondatrices et des réformatrices monastiques médiévales, les autres sont toutes des premières saintes et martyrs chrétiennes. Leurs noms sont inscrits sur les écoinçons des arcs avec des lettres dorées. Les voûtes croisées sont restées sans décor et sont simplement blanchies à la chaux. Les clés de voûte de la nef et du transept sont ornées des armoiries du pape Sixte IV. Les écussons papaux Della Rovere ont également été placés sur la corniche de l'intrados dans la première et la dernière arcade de la nef. Ces sculptures en pierre sont dorées et peintes. La nef est éclairée par deux rangées de grandes fenêtres à claire-voie à arcades segmentées avec une simple moulure en pierre baroque et une corniche à consoles. Avant la reconstruction berninienne, les fenêtres à claire-voie avaient les mêmes ouvertures cintrées à meneaux que celles de la façade et du clocher.
La nef se termine par un arc de triomphe décoré d'un somptueux groupe de stucs créé lors de la reconstruction berninienne. Le blason papal d'Alexandre VII est au milieu, flanqué de deux Victoires en forme d'ange tenant des branches de palmier qui reposent sur de riches guirlandes de fleurs. Ce groupe est l'œuvre d'Antonio Raggi. La nef et le transept avaient un aspect baroque plus unifié avant la restauration puriste d'Antonio Muñoz en 1912. Ce dernier a enlevé l'épaisse couche de plâtre des axes des demi-colonnes en travertin qui ont été peints pour créer une apparence de marbre cipolin. Un autre élément baroque perdu a été créé par Giovanni Maria Mariani dont le nom est régulièrement mentionné dans les paiements entre 1657 et 1658. Il n'est pas possible de reconstituer son œuvre dans la basilique, mais il était un spécialiste des frises ornementales somptueuses avec de grandes figures, des festons et des grisailles. Vraisemblablement, il était chargé de l'intégration parfaite de la sculpture réelle et peinte dans la nef et le transept.

#### Paires de saintes dans la nef

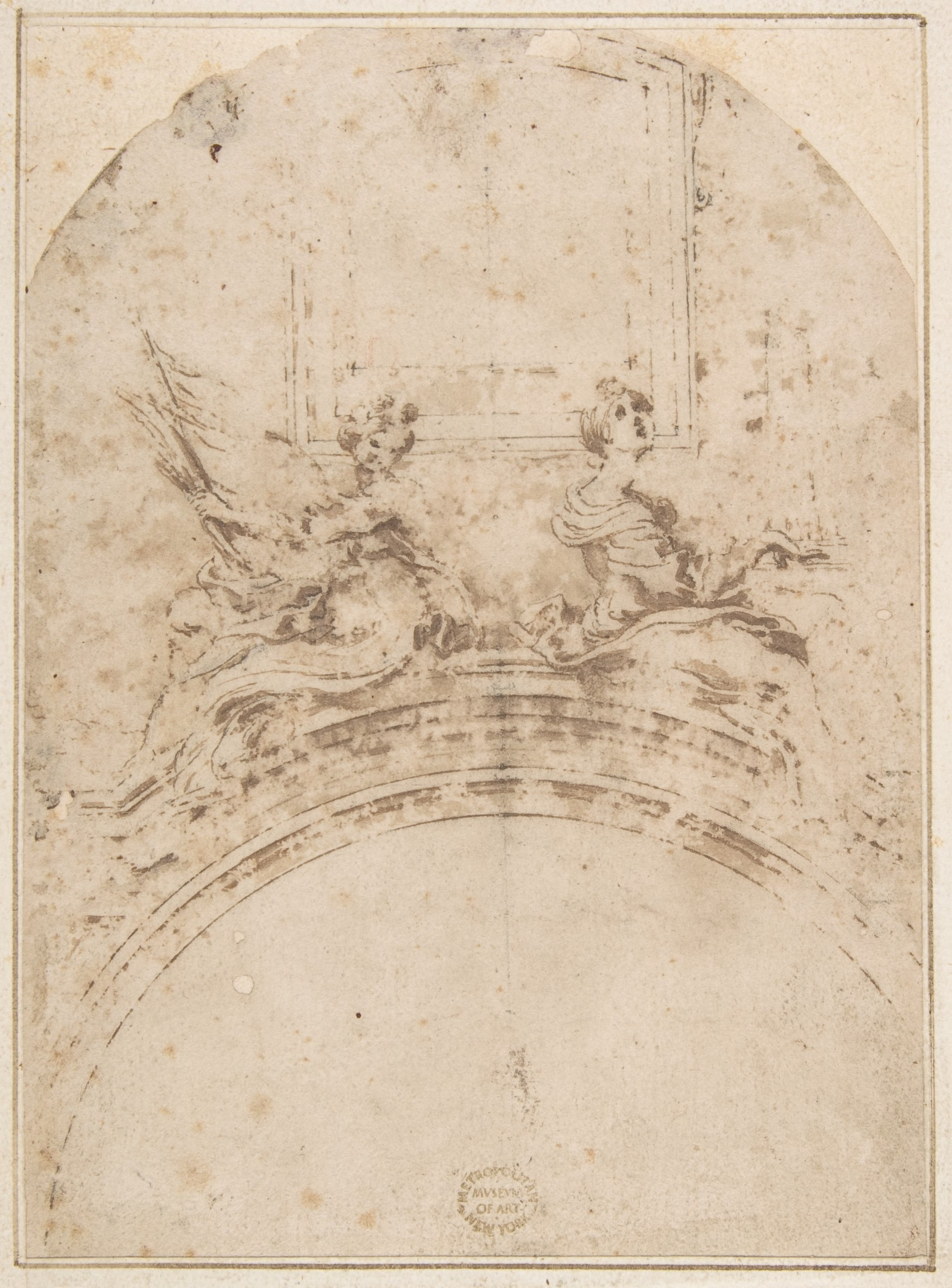
Sainte Ursule et sainte Cécile, esquisse de l'atelier du Bernin, Metropolitan Museum of Art.

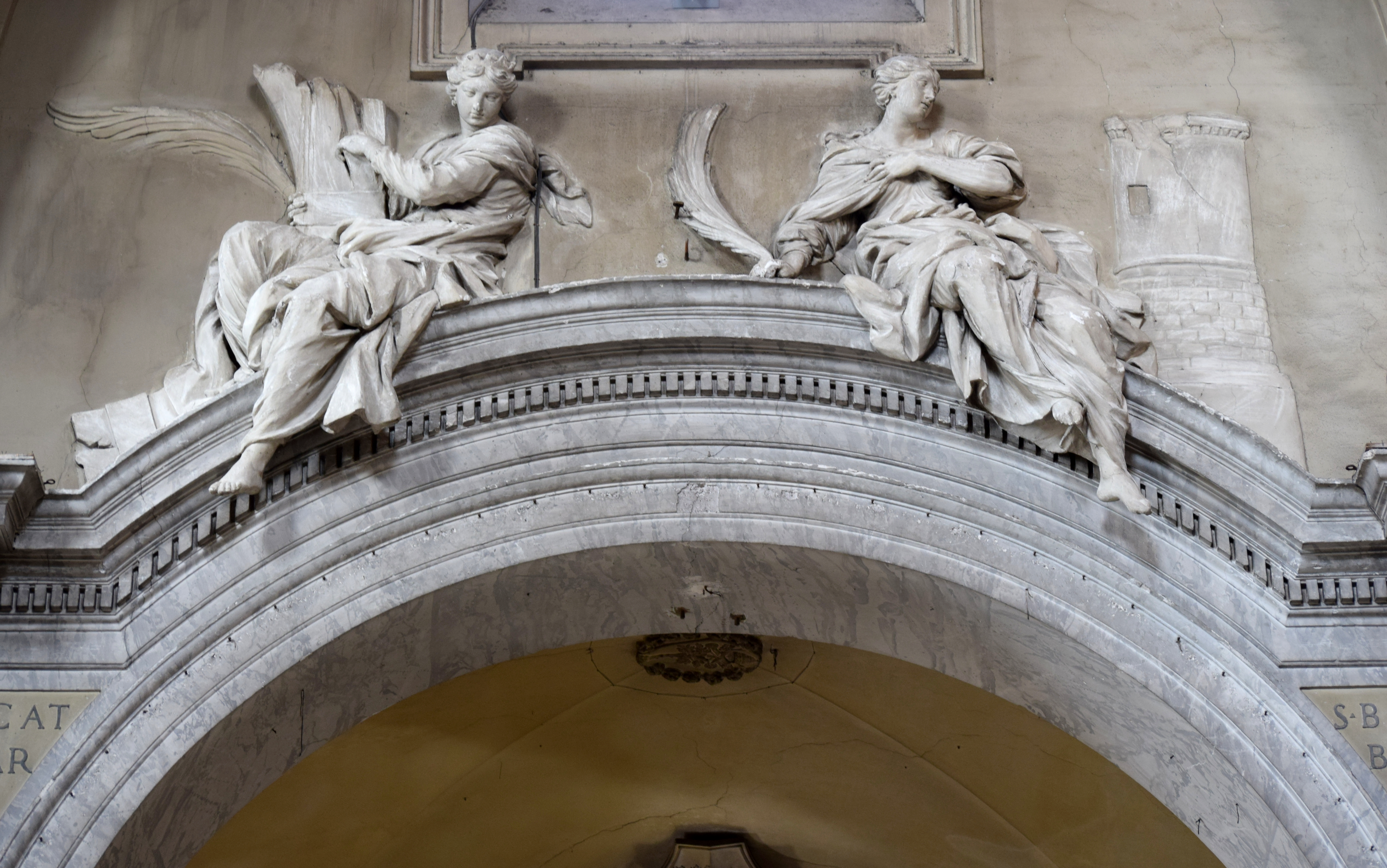
Sainte Catherine et sainte Barbe.

À l'origine, le Bernin prévoit de remplir les espaces entre les fenêtres et les arcades avec des statues d'anges agenouillés. Ces figures apparaissent dans plusieurs dessins d'un carnet de croquis de son atelier, mais en 1655, il change d'avis et place des statues de saintes sur les corniches. Ces saintes vierges dirigent l'œil vers l'image de la Vierge sur l'autel principal. Les statues ont probablement été conçues par Le Bernin lui-même ; un dessin prétendument autographe de la figure de Sainte Ursule a été conservé dans la collection du Musée des Beaux-Arts à Leipzig, mais ces croquis sont exécutés par les sculpteurs de son atelier entre août et décembre 1655,.
Côté gauche:
1re arcade : sainte Claire d'Assise avec un ostensoir et sainte Scholastique de Nursie avec un livre et une colombe, religieuses et fondatrices de grands ordres monastiques féminins, sculpteur : Ercole Ferrata
2e arcade : sainte Catherine d'Alexandrie avec une branche de palmier, une couronne et la machine de torture brisée et sainte Barbe d'Hélioposlis avec une branche de palmier et une tour, martyres paléochrétiennes à l'ère de la persécution, sculpteur : Antonio Raggi
3e arcade : sainte Dorothea avec un chérubin tenant un panier de fruits du jardin, sainte Agathe de Catane avec un chérubin et une branche de palmier, vierges et martyres paléochrétiennes, sculpteur : Giuseppe Perone
4e arcade : saint Thècle d'Iconium avec un lion, saint Apollone d'Alexandrie avec un ours (?), martyres paléochrétiennes qui ont souffert pour garder leur virginité, sculpteur : Antonio Raggi
Côté droit:
1re arcade : sainte Catherine de Sienne avec un crucifix, sainte Thérèse d'Ávila avec le cœur transpercé, religieuses et réformatrices religieuses, sculpteur : Giovanni Francesco de Rossi
2e arcade : sainte Praxède avec une éponge et un récipient, sainte Pudentienne avec un chiffon et un récipient, anciennes sœurs romaines qui ont aidé les chrétiens persécutés, sculpteurs : Paolo Naldini et Lazzaro Morelli
3e arcade : sainte Cécile de Rome avec un orgue et un ange, sainte Ursule de Cologne avec une bannière, vierges et martyrs paléochrétiennes, sculpteur : Giovanni Antonio Mari
4e arcade : sainte Agnès de Rome avec un agneau et une branche de palmier, sainte Martine de Rome avec un lion et une branche de palmier, vierges et martyrs paléochrétiennes, sculpteur : Giovanni Francesco de Rossi

### Transept
Sur le plan architectural, le transept est similaire à la nef avec les mêmes voûtes croisées et demi-colonnes du Quattrocento, des revêtements en pierre baroque, des corniches et de grandes fenêtres à claire-voie en arc segmentaire. Les bras ne constituent qu'une baie, ils se terminent par des absides semi-circulaires qui ont été reconstruites par Le Bernin. Les deux autels latéraux identiques et les majestueux buffets d'orgue au-dessus des arcades d'entrée des chapelles latérales orientales ont été créés par son atelier. Les autels latéraux sont des édicules de marbres de différentes couleurs, ils sont agrémentés de frontons triangulaires, de pilastres corinthiens, de frises classiques à volutes d'acanthe et d'anges flanquants. Les plinthes sont ornées des armoiries de la famille Chigi (la version princière sur l'autel de droite et la version ecclésiastique avec le chapeau cardinal sur l'autre), tandis que les frontaux sont particulièrement riches en pietra dura.
Les premiers croquis des quatre anges de marbre soutenant les autels ont été dessinés par le jeune Baciccio, dont les feuilles sont toujours conservées dans la collection des musées d'État de Berlin. Les cartons ont probablement été édulcorés avant leur exécution par les sculpteurs de l'atelier. De 1657 à 1658, quatre sculpteurs ont été payés pour les travaux sur les statues : Antonio Raggi, Ercole Ferrata, Giovanni Antonio Mari et Arrigo Giardè.
En 1660, des inscriptions sont placées dans les nouvelles chapelles du transept au-dessus des portes latérales qui désignent les deux neveux du pape comme fondateurs, bien que la reconstruction du transept soit réalisée par le pape Alexandre VII lui-même et les frais payés directement par la chambre apostolique. L'autel de la Sainte Famille appartient à Flavio Chigi, qui est alors cardinal-prêtre de Santa Maria del Popolo et cardinal-neveu du pape, l'autel de la Visitation à Agostino Chigi, prince Farnèse. Le calice sur la peinture de la Sainte Famille fait allusion au sacerdoce et à la vocation du cardinal, tandis que le thème de la Visitation est fortement lié à la fertilité, ce que l'on attendait du prince qui épouse Maria Virginia Borghese en 1658, date sur les inscriptions, et fonde la branche romaine de la dynastie Chigi.

#### Autel de la Visitation

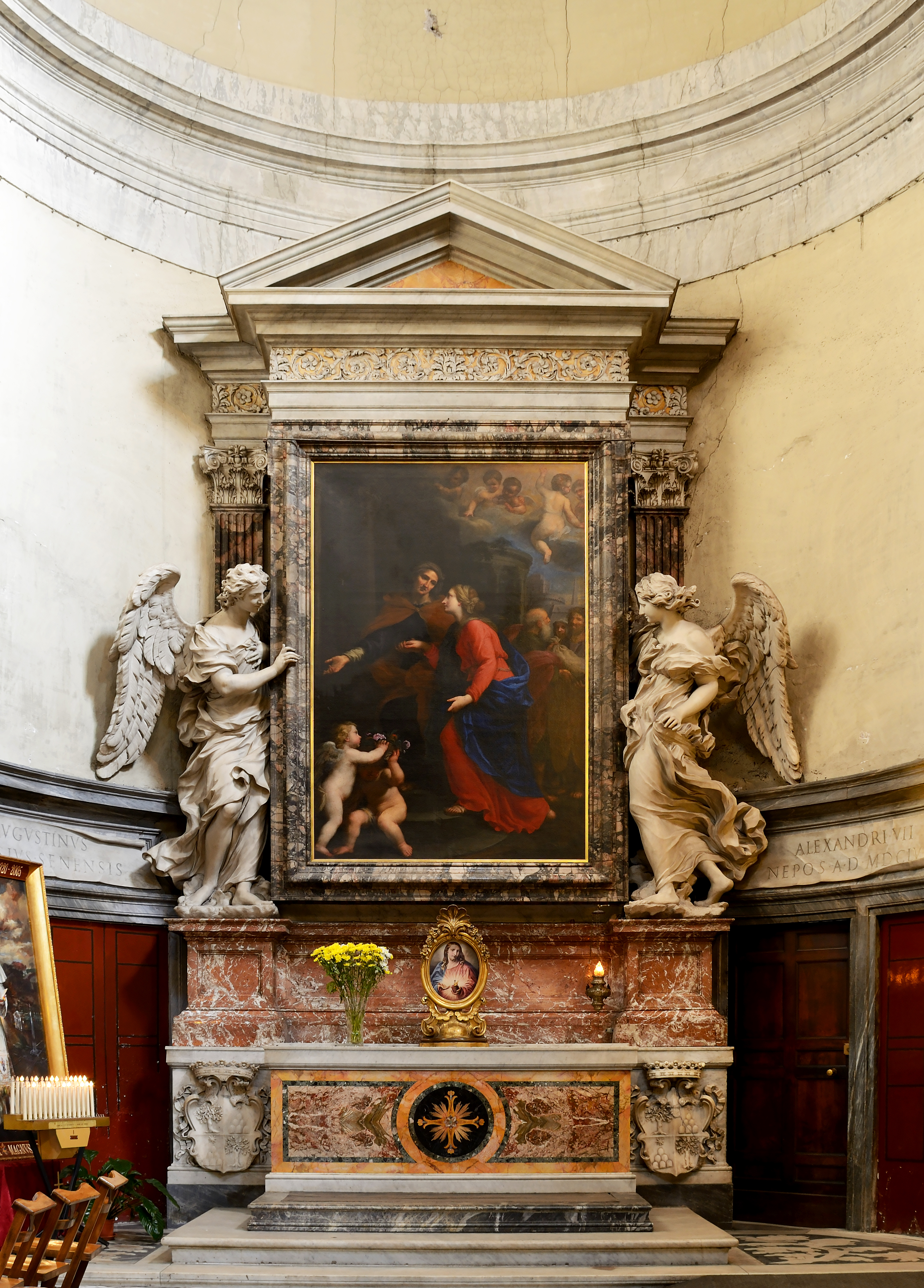
Autel de la Visitation, transept droit.

Le retable de l'autel du côté droit est peint en 1659 par Giovanni Maria Morandi, le portraitiste préféré de la famille Chigi. L'artiste obtient le poste grâce aux bons offices de son ancien mécène, le duc Francesco Maria Salviati, en 1657. Une étude pour les chérubins tenant la couronne de roses dans le coin inférieur gauche est conservée au Musée des Beaux-Arts à Leipzig. Aucun signe perceptible de l'apprentissage florentin du peintre n'apparait sur la toile qui appartient fermement au monde artistique du Seicento romain dominé par Carlo Maratta, bien que des influences émiliennes aient également pu être remarquées.
Curieusement, Morandi choisit de ne pas représenter le moment de la rencontre entre Marie et Elizabeth qui est la manière traditionnelle de visualiser la Visitation. La peinture montre Elizabeth en train d'inviter son jeune cousin chez eux. À droite, Zacharie prend le sac des mains de Joseph. La composition suit les lignes de la peinture plus célèbre avec le même sujet par Baroccio dans la Chiesa Nuova (1583–86). Même les couleurs des robes des deux femmes sont presque les mêmes. Les éléments architecturaux de la peinture sont typiquement romains. Au lieu d'une humble maison en Judée, la maison de Zacharie et Elizabeth est un édifice monumental avec des marches circulaires menant à la porte d'entrée. Des bâtiments romains sont identifiables en arrière-plan : le temple de Vesta à Tivoli, le château Saint -Ange et la Meta Romuli. Des angelots volent haut dans le ciel, et celui sans ailes à son épaule ressemble beaucoup au putto sculpté soutenant la tribune d'orgue dans le transept droit.
Les statues en marbre des anges soutenant la charpente de l'autel sont attribuées à Ercole Ferrata (à droite) et Arrigo Giardè (à gauche).

#### Autel de la Sainte Famille

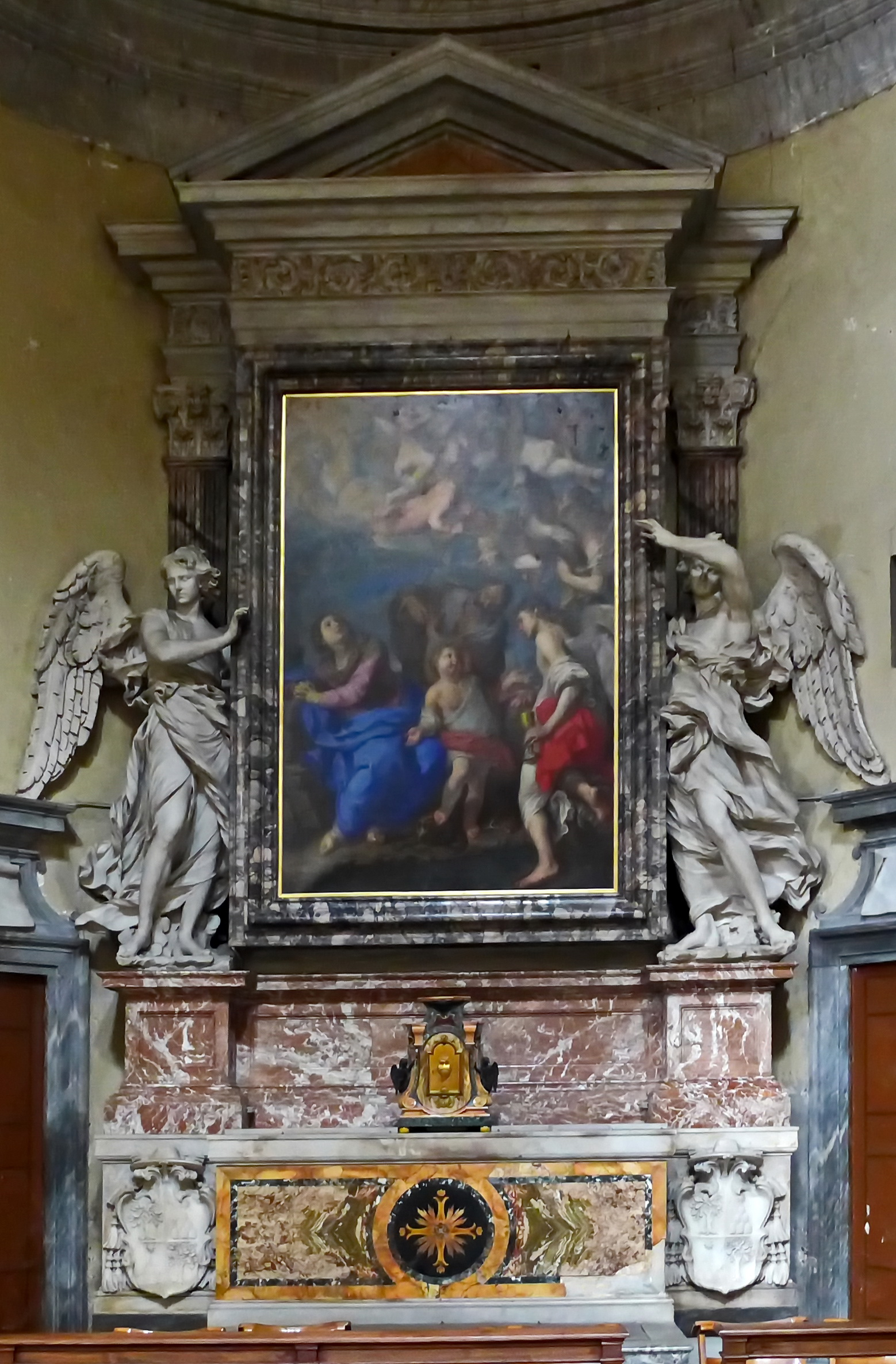
Autel de la Sainte Famille, transept droit.

L'autel est exécuté par le tailleur de pierre Gabriele Renzi vers 1658. La réalisation du retable est confiée à Bernardino Mei, un peintre de Sienne, appelé à Rome par le pape Alexandre VII en 1657 où il se lie d'amitié avec le Bernin. Il obtient 200 écus pour la commission le 11 août 1659. Le tableau est parfaitement adapté à l'idéal berninien du « bel composto » : l'ange de droite est gracieusement aligné avec l'ange de marbre soutenant l'autel. L'iconographie du tableau est assez complexe et s'écarte de la représentation habituelle du repos pendant la fuite en Égypte.
Au milieu, l'enfant Jésus reçoit le message de l'ange de Dieu ; l'enfant et le messager portent des robes rouges et blanches similaires. L'ange donne un calice à l'Enfant comme signe de sa mission terrestre. Jésus est observé par Joseph qui se tient derrière lui de manière protectrice. L'Enfant a posé son pied droit sur un crâne grouillant de serpents, et avec son pied gauche, écrase l'un d'eux, symbole de son triomphe sur le mal et l'hérésie. Marie est appuyée sur une paroi rocheuse et regarde le ciel où des chérubins apportent les instruments de la Passion : une énorme croix, la couronne d'épines et les clous. L'ange à gauche tenant une croix de procession drapée de vêtements, peut être un symbole de résurrection. Presque rien sur le tableau n'indique la fuite vers l'Égypte, sauf un seul palmier en arrière-plan. Selon la tradition, cet arbre a donné abri et nourriture à la Sainte Famille pendant son voyage. Au lieu d'une scène sereine et bucolique, Mei souligne la souffrance imminente et la mission divine de Jésus.
Les statues en marbre des anges soutenant la charpente de l'autel sont attribuées à Giovanni Antonio Mari (à gauche) et Antonio Raggi (à droite).

#### Orgues

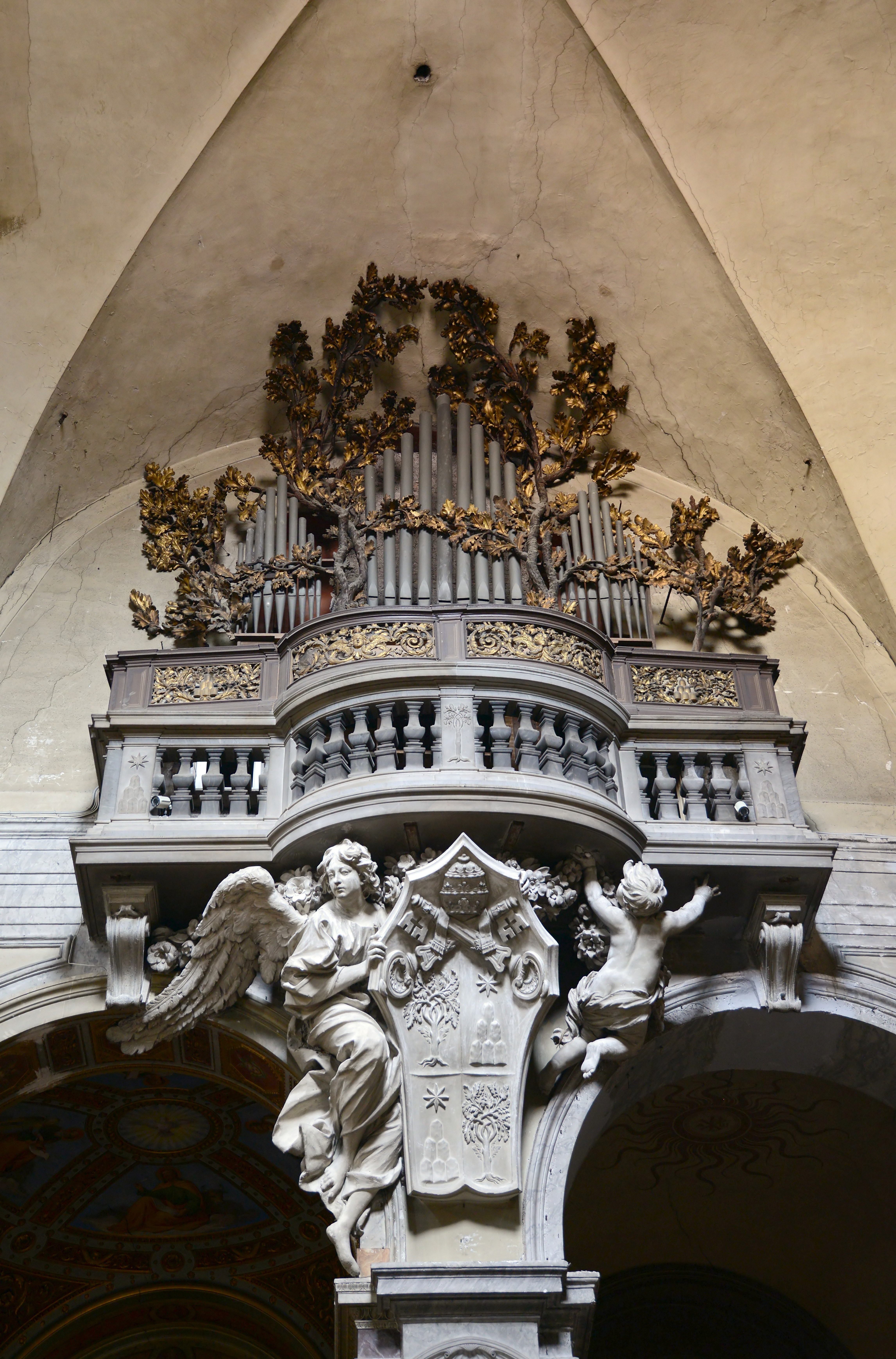
Cantoria droite avec le buffet d'orgue d'origine.

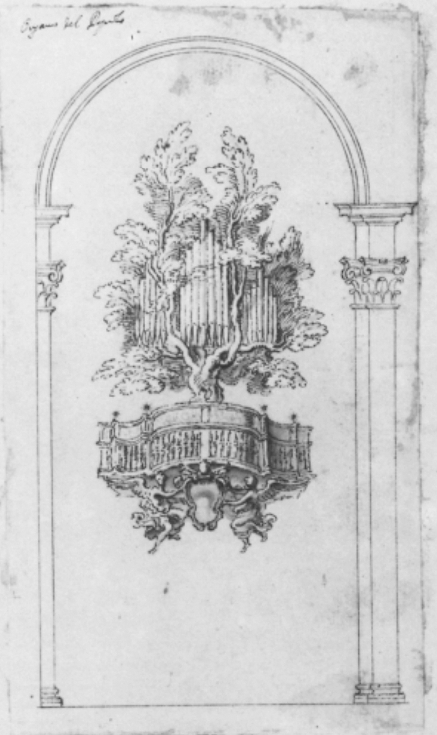
Dessin de la deuxième conception du buffet d'orgue par l'atelier du Bernin.

L'orgue du transept droit a été construit à l'origine en 1499–1500 par Stefano Pavoni, magister organorum de Salerne ; son écrin était décoré des armoiries du pape Alexandre VI qui contribuait probablement aux dépenses. Lors de la reconstruction berninienne de la basilique, cet instrument est reconstruit par le maître d'orgue Giuseppe Testa qui crée également un nouvel orgue pour le transept gauche. Les deux orgues ont disparu depuis longtemps, seul le buffet d'orgue du transept droit reste en place. Pour la cantoria de gauche, un orgue moderne a été fabriqué par Carlo Vegezzi Bossi, inauguré le 23 mai 1906.
Le Bernin a conçu deux élégantes cantorie en marbre pour les instruments, qui sont soutenues par des anges en stuc et des putti affichant de riches guirlandes de fleurs et les armoiries du pape Alexandre VII. Elles sont des vitrines des symboles dynastiques des Chigi-Della Rovere : le poteau central de la balustrade est décoré de la sculpture d'un chêne, l'ancien symbole de la famille Della Rovere, tandis que les piliers latéraux portent la montagne et le symbole de l'étoile des Chigi qui réapparaissent parmi les sculptures en bois doré de la rambarde, parmi les branches de chêne feuillues. Sur le dernier orgue, les tuyaux sont portés par quatre branches étalées et noueuses d'un chêne doré avec des feuilles et des glands.
Le premier projet pour le buffet d'orgue était plus traditionnel avec des rangées superposées de tuyaux dans un cadre architectural défini par deux colonnes et un fronton voûté orné d'un groupe de sculptures. Le chêne apparait comme un enchevêtrement de racines, une souche abattue et une branche en forme de vrille s'enroulant autour de la colonne de droite comme un symbole de renouvellement naturel. Un dessin en a été conservé à la bibliothèque apostolique vaticane. Le second projet, où la charpente architecturale a disparu et les tuyaux ont été placés parmi les branches d'un chêne robuste et feuillu, est également conservé dans la bibliothèque. Aucun des deux dessins ne peut être attribué au Bernin lui-même, mais l'iconographie est étroitement intégrée à son projet pour la reconstruction de la basilique.
Cet orgue naturaliste et merveilleux aurait pu s'inspirer des descriptions d'instruments de musique en forme d'arbre à Byzance et dans le monde oriental, ou des fontaines chantantes des jardins de la Renaissance en Italie. L'arbre a une signification particulière dans le contexte de Santa Maria del Popolo où le souvenir du maléfique noyer de l'empereur Néron était encore vivant. Le chêne florissant représente également la régénération spirituelle et la restauration de l'église par le pape dans le cadre de sa renovatio Romae chrétienne.
Les sculptures en stuc sous la cantoria ont été modelées par Antonio Raggi sous la direction du Bernin en 1655–1657. Il existe des différences substantielles entre les deux groupes. L'historien de l'art Mark Weil a suggéré que l'ornement serein et bien composé sur la droite a été conçu par Le Bernin, tandis que l'instabilité ludique de l'autre est typique du style personnel de Raggi.

### Dôme

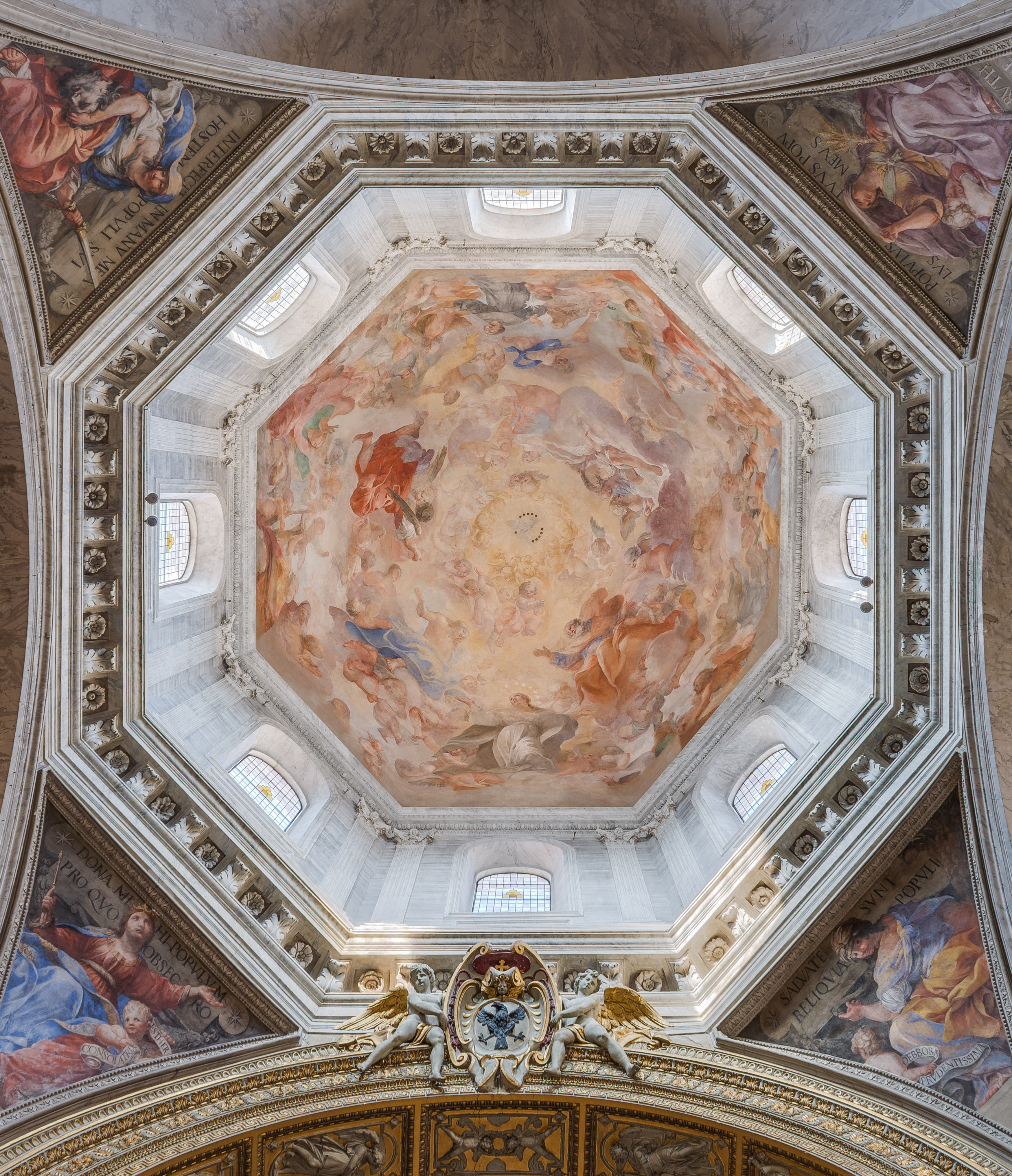
Dôme.

Les fresques du dôme ont été peintes sur la face inférieure d'une coque intérieure en brique. Cette structure fine et légère a été construite pour créer une surface appropriée pour la décoration peinte à une date inconnue. Le dôme et la croisée du transept sont éclairés par huit grandes fenêtres semi-circulaires. Le revêtement en marbre et les doubles pilastres corinthiens sur les parois latérales du tambour octogonal semblent berniniens, bien que des doubles pilastres similaires soient visibles sur une fresque antérieure dans le vestibule de la Sala Sistina de la bibliothèque du Vatican. Une passerelle avec une balustrade est visible à la base du tambour. Cette zone est soulignée par une corniche en pierre fortement saillante avec des modillons d'acanthe et des rosaces variées.
L'arc de triomphe du chœur est couronné des armoiries en stuc peint du cardinal Antonio Maria Sauli. Le nouvel autel principal de l'église et la décoration de l'arc à la demande du cardinal génois ont été achevés en 1627. Symbole de sa famille, un aigle est posé sur un écusson italien orné d'une tête de chérubin et d'une croix. Le blason est soutenu par deux anges représentés comme des éphèbes nus d'une manière très classique.

### Abside
L'abside a été conçue par Donato Bramante. Le plus ancien vitrail de Rome s'y trouve, réalisé par l'artiste français Guillaume de Marcillat. Pinturicchio a décoré la voûte de fresques, dont un Couronnement de la Vierge. Les tombes des cardinaux Ascanio Sforza et Girolamo Basso della Rovere, toutes deux réalisées par Andrea Sansovino, se trouvent également dans l'abside.

### Mobilier
Le mobilier actuel de la basilique est en grande partie moderne, comme les bancs de la nef ou le nouvel autel versus populum, l'ambon et le lutrin dans la croisée du transept. Cependant, il reste quelques meubles baroques dans l'église : deux bénitiers presque identiques, faits de marbres colorés, et six confessionnaux en bois installés près des piliers entre la nef et les bas-côtés. Ce sont des pièces presque identiques avec les mêmes caractéristiques de base : frontons segmentaires et quatre doubles volutes, avec des décorations florales sur les côtés. Néanmoins, il en existe trois paires différentes : les deux simples n'ont pas d'autre décor, les deux confessionnaux de type « Chigi » portent le symbole des six montagnes de la famille papale entre deux branches de chêne et ont de petits angelots pour consoles, tandis que les deux  confessionnaux de type « Popolo » ont une petite sculpture de la Vierge et de l'Enfant dans le fronton (bien qu'une des sculptures manque).

### Chapelles latérales

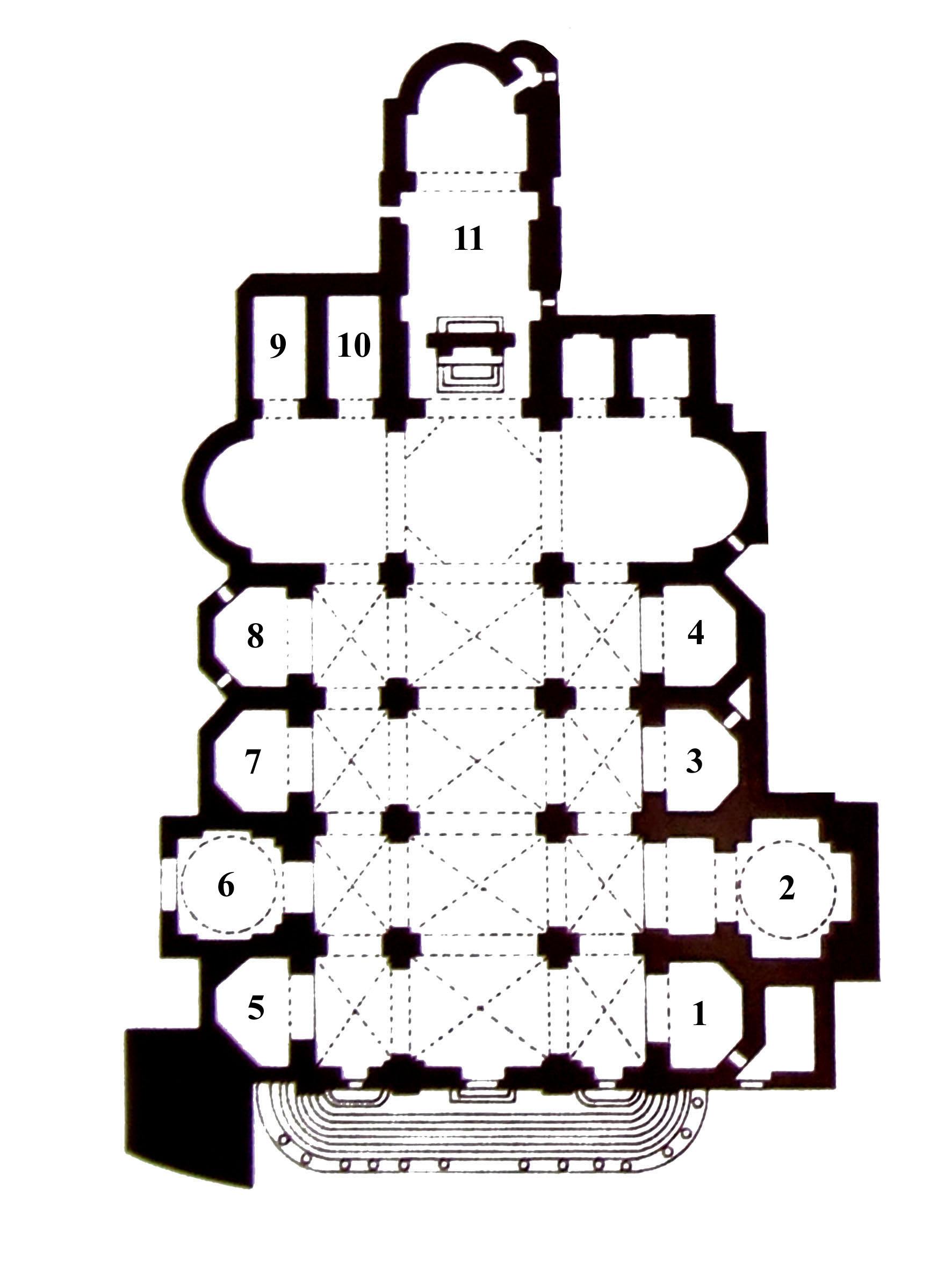
Plan de la basilique ; les numéros identifient les chapelles latérales.

#### 1. Chapelle Della Rovere
La chapelle Della Rovere (ou chapelle de la Nativité) est la première chapelle latérale du bas-côté droit. Elle a été offerte par le cardinal Domenico della Rovere en 1477, après la reconstruction de l'église par son parent, le pape Sixte IV. Le décor pictural est attribué à Pinturicchio et à son école. Le retable principal, L'Adoration de l'Enfant avec saint Jérôme, est une œuvre autographe exquise de Pinturicchio lui-même. La tombe du cardinal Cristoforo della Rovere (mort en 1478), œuvre d'Andrea Bregno et de Mino da Fiesole, a été érigée par son frère. Sur le côté droit, le monument funéraire de Giovanni de Castro (mort en 1506) est attribué à Francesco da Sangallo. La chapelle est l'un des monuments les mieux conservés de l'art du Quattrocento à Rome.

#### 2. Chapelle Cybo
La chapelle Cybo a été entièrement reconstruite par le cardinal Alderano Cybo (1613–1700) entre 1682 et 1687 selon les plans de Carlo Fontana. Pour la beauté de ses peintures, la préciosité des revêtements de marbre recouvrant ses murs et l'importance des artistes impliqués dans sa construction, la chapelle est considérée comme l'un des monuments sacrés les plus importants érigés à Rome dans le dernier quart du XVIIe siècle.

#### 3. Chapelle Basso Della Rovere
La chapelle Basso Della Rovere a été aménagée par Girolamo Basso della Rovere dans les années 1480. L'architecture est similaire à celle de la chapelle de la Nativité ; le décor peint est attribué à Pinturicchio et à son atelier. Les points forts de la chapelle sont la grande fresque de la Vierge à l'Enfant intronisée avec les saints Augustin, François, Antoine de Padoue et Un saint moine au-dessus de l'autel, l'Assomption de la Vierge Marie sur le premier mur et la décoration monochrome illusionniste du piédestal avec bancs peints et scènes de martyre. Les carreaux de sol en majolique d'origine de Deruta ont également survécu.

#### 4. Chapelle Costa
La chapelle Costa suit le même plan que les chapelles Della Rovere ;elle a été aménagée par le cardinal portugais Jorge da Costa qui l'a achetée en 1488. Les œuvres d'art les plus importantes sont les peintures des lunettes de l'école de Pinturicchio représentant les Quatre Pères de l'Église, le retable en marbre de Gian Cristoforo Romano (vers 1505) et le monument funéraire du cardinal Costa par l'école d'Andrea Bregno. Le monument funéraire en bronze et marbre de Pietro Foscari de 1480 y est aussi conservé.

#### 5. Chapelle Montemirabile
La chapelle a été nommée d'après l'évêque Giovanni Montemirabile († 1479) . Elle a été transformée en baptistère en 1561. Les œuvres d'art les plus précieuses de la chapelle sont les édicules des fonts baptismaux et les fonts de l'huile sainte qui ont été assemblés en 1657 à partir des fragments du XVe siècle d'un monument démoli qui avait été créé par l'atelier de Bregno. La tombe du cardinal Antoniotto Pallavicini sur le mur gauche, a été réalisée par le même atelier en 1501.

#### 6. Chapelle Chigi

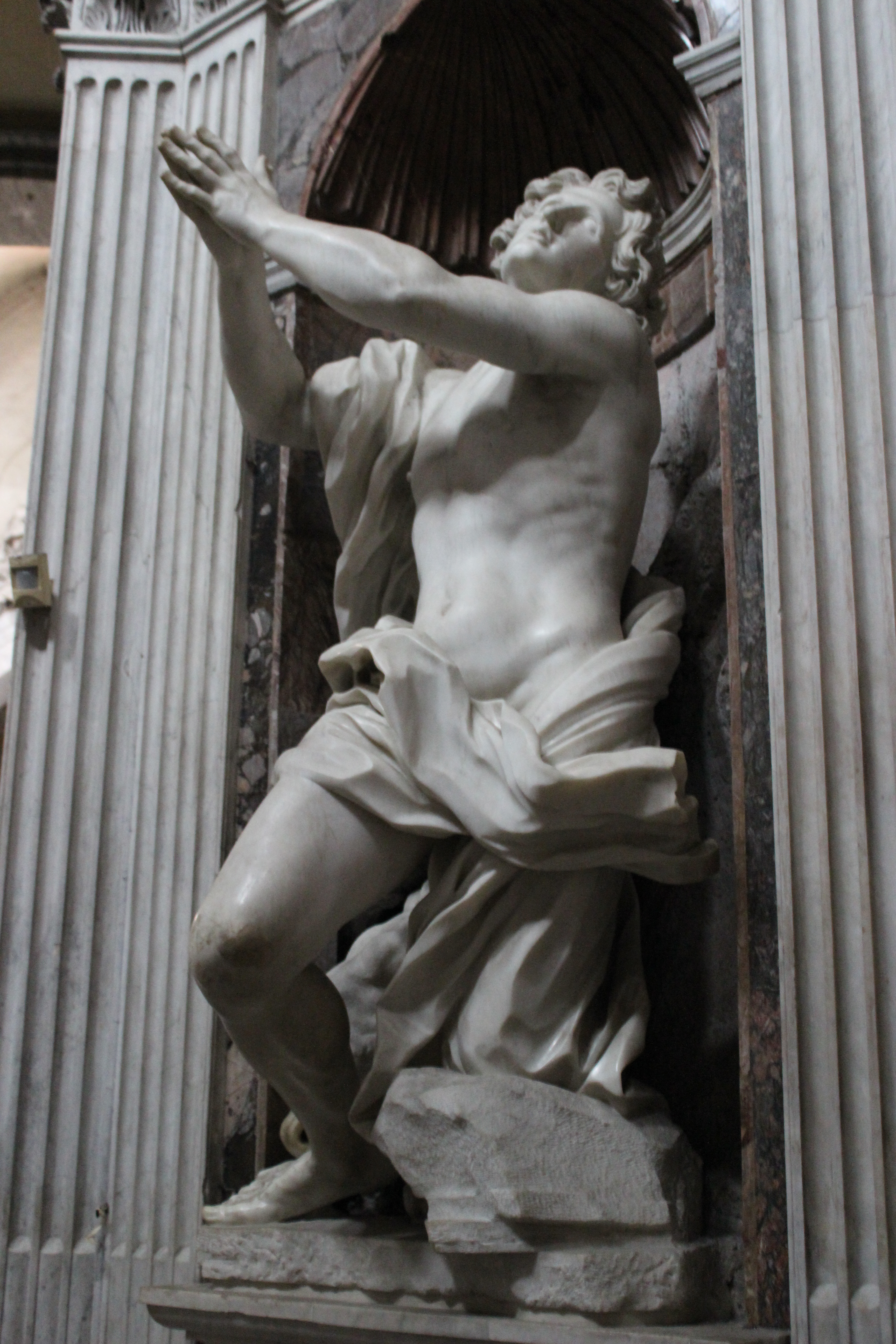
Le Bernin, Daniel et le lion.

Le banquier Agostino Chigi a chargé Raphael de lui concevoir et de lui décorer une chapelle funéraire vers 1512-1514. La chapelle est un trésor de l'art de la Renaissance et du baroque italien, et est considérée comme l'un des monuments les plus importants de la basilique. Le dôme de la chapelle octogonale centrée est décoré des mosaïques de Raphaël représentant la Création du monde. Les statues de Jonas et Elijah ont été sculptées par Lorenzo Lotti. La chapelle a ensuite été achevée par Le Bernin pour Fabio Chigi. Ses ajouts incluent les sculptures d'Habacuc et de l'Ange et de Daniel et le Lion.

#### 7. Chapelle Mellini
La chapelle, qui était dédiée à saint Nicolas de Tolentino, est l'une des chapelles latérales hexagonales originales du XVe siècle de la basilique, mais sa décoration intérieure a été modifiée au cours des siècles derniers. Chapelle funéraire de la famille Mellini depuis plusieurs siècles, elle contient plusieurs monuments parmi lesquels les œuvres d'Alessandro Algardi et de Pierre-Étienne Monnot. Les fresques de la voûte ont été créées par Giovanni da San Giovanni en 1623–1627.

#### 8. Chapelle Cybo-Soderini
La chapelle de la Crucifixion ou chapelle Cybo-Soderini a été remodelée à l'époque baroque lorsqu'un artiste flamand, Pieter van Lint, a exécuté un cycle de fresques sur la voûte et les lunettes qui représentent des Anges avec les symboles de la passion et des prophètes. Deux grandes fresques sur les parois latérales montrent des scènes de La légende de la vraie croix. Un crucifix en bois du XVe siècle est disposé au-dessus de l'autel principal dans un édicule corinthien. La chapelle a été restaurée par Lorenzo Soderini en 1825.

#### 9. Chapelle Theodoli
La chapelle est un joyau caché du maniérisme romain et du grand peintre et stuciste Giulio Mazzoni. Elle s'appelait aussi Cappella Santa Caterina « del Calice » ou « del Cadice » d'après la statue de marbre classique de sainte Catherine sur l'autel, les calices en stuc sur les écoinçons et le titre de son propriétaire, Girolamo Theodoli, évêque de Cadix. La décoration a été initialement commandée par le premier propriétaire, Traiano Alicorni en 1555, les travaux ont été repris sous un nouveau propriétaire, Girolamo Theodoli, en 1569 et terminés vers 1575.

#### 10. Chapelle Cerasi
La chapelle Cerasi abrite deux célèbres toiles peintes par le Caravage, Le Crucifiement de saint Pierre (1600-1601) et la Conversion sur le chemin de Damas (1600-04). Ce sont probablement les œuvres d'art les plus importantes de la basilique. Entre les deux œuvres du Caravage se trouve le retable de l'Assomption de la Vierge d'Annibale Carracci, peinte, au départ, en même temps, mais Caravage s'est donné deux années de plus pour produire un effet totalement nouveau, « ténébriste ».

Chapelle Cerasi
Caravage Le Crucifiement de saint Pierre H. 2,30 × 1,75 m
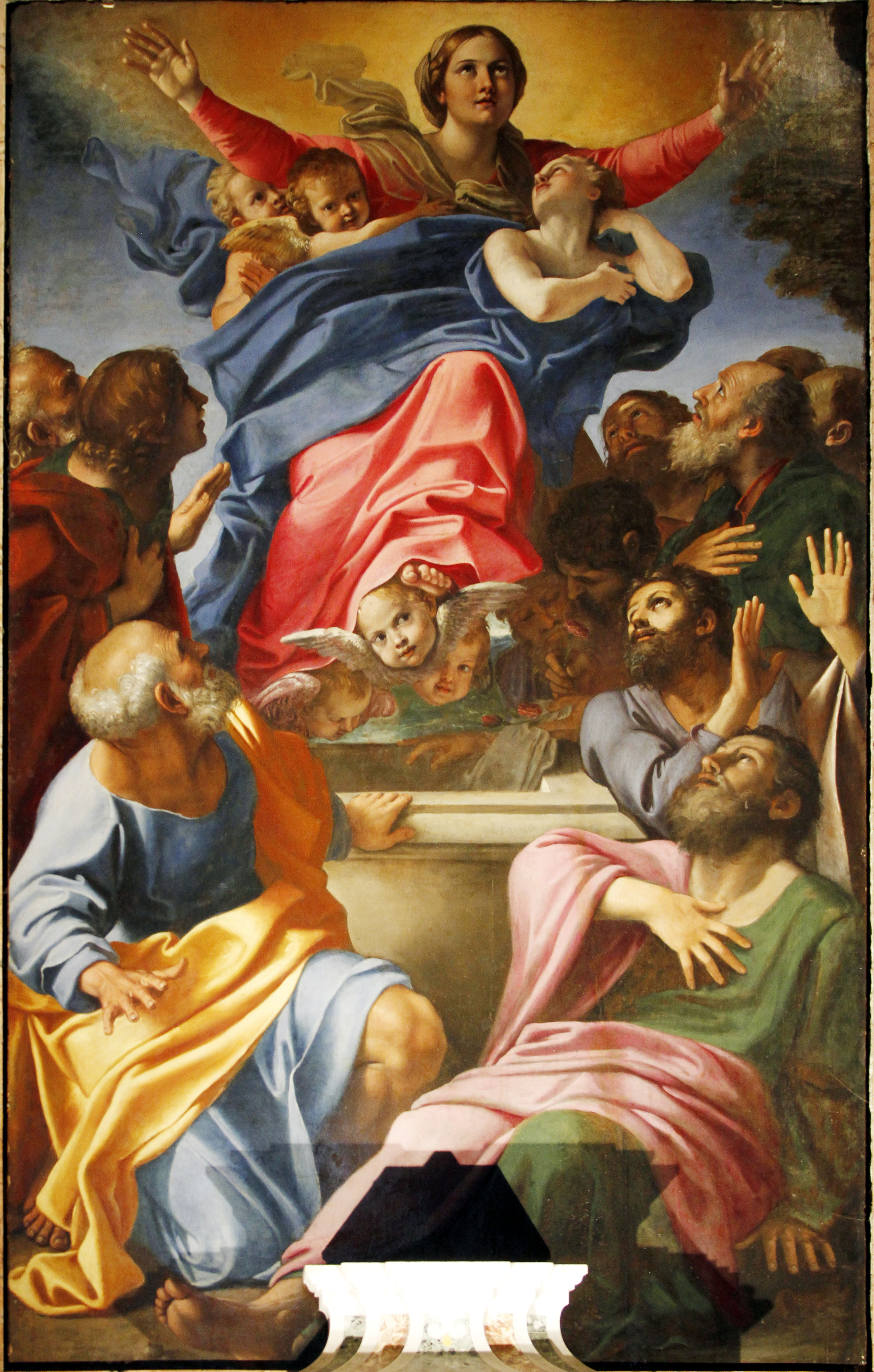
Annibale Carracci Assomption de la Vierge H. 2,45 x L. 1,55 m.
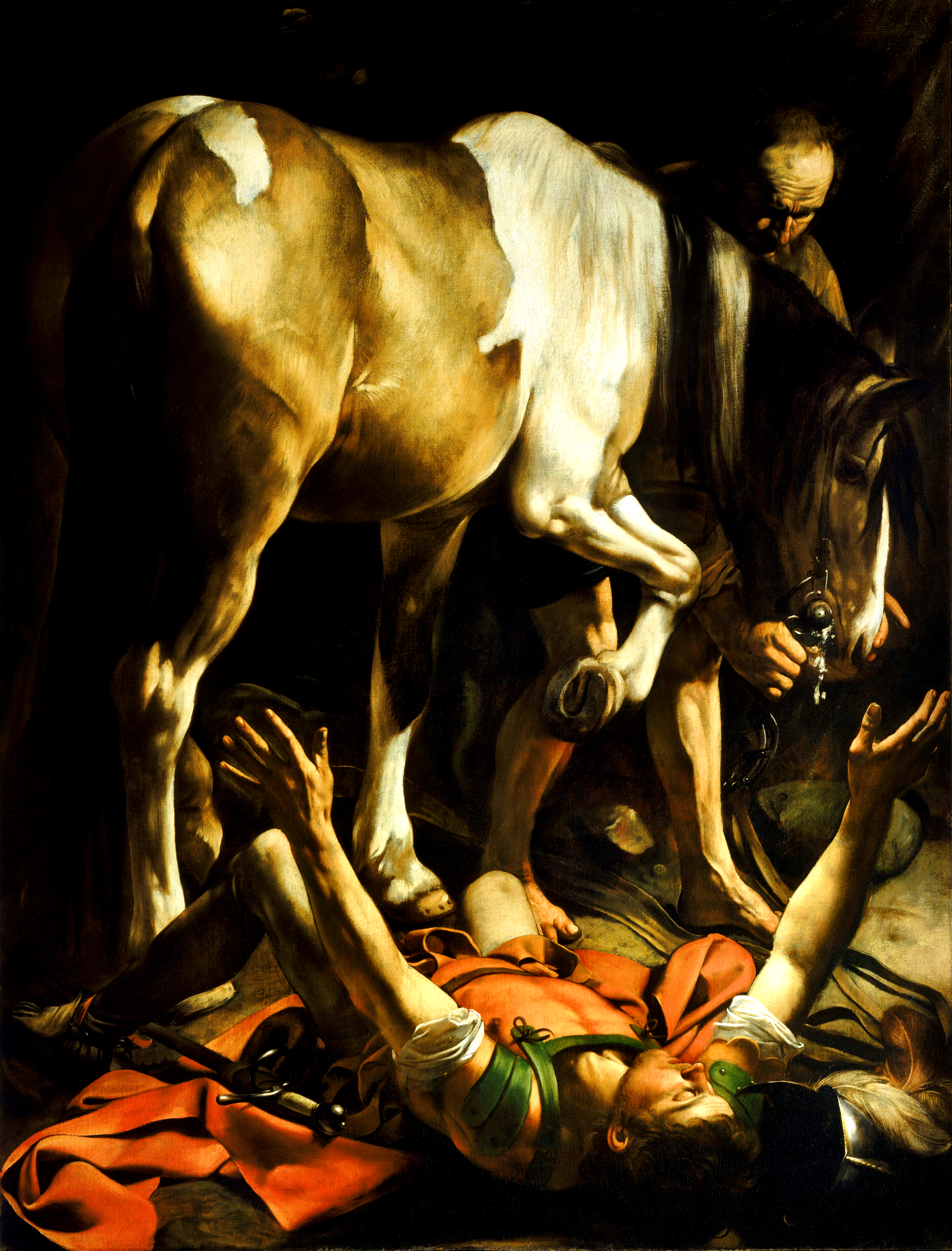
Caravage La Conversion de saint Paul sur le chemin de Damas. H. 2,30 × 1,75 m

Cette chapelle contient plusieurs monuments funéraires.
Sur les murs latéraux de l'antichambre : un pour Tiberio Cerasi, fondateur de la chapelle, à gauche, et un autre pour son père, Stefano Cerasi (†1575) et sa mère, Bartolomea Manardi à droite (†1573). Ce sont des monuments muraux baroques, typiques, avec les bustes sculptés en ronde bosse adossée dans des niches ovales, et des frontons brisés courbes avec de longues épitaphes. Les têtes saillantes sont tournées vers l'autel. Les monuments ont des fonds peints avec de riches draperies et des urnes enflammées.
La tombe néoclassique du XIXe siècle de Teresa Pelzer, une jeune Allemande d'Aix-la-Chapelle et épouse du comte Antonio Cerasi, a été insérée dans le mur sous le monument de Tiberio Cerasi. Elle mourut en 1852 à l'âge de 27 ans en couches et son bébé mourut avec elle. Sculpture de Giuseppe Tenerani, achevée en 1857. L'inscription latine : « Post tenebras spero lucem » (Après les ténèbres j'espère la lumière) semble s'accorder au message qu'évoque les peintures de Caravage et, au delà, la doctrine des Oratoriens sur laquelle elle se fonde.

#### 11–12. Chapelles Feoli et Cicada
Les deux chapelles identiques s'ouvrant dans le transept droit, sont relativement insignifiantes en termes de valeur artistique par rapport aux autres chapelles latérales de l'église. Toutes deux ont été construites lors de l'intervention du Bernin au XVIIe siècle, mais leur décoration actuelle est beaucoup plus tardive. L'œuvre d'art la plus importante est le monument sépulcral fragmenté d'Odoardo Cicada, l'évêque de Sagona, par Guglielmo della Porta, daté vers 1545. Le tombeau, qui était à l'origine plus grand et plus orné, est situé dans la chapelle Cicada (ou de sainte Rita).

### Monuments
L'église était un des lieux de sépulture préféré de l'aristocratie romaine, du clergé et des lettrés, surtout après l'intervention du Bernin. Outre les tombes des chapelles latérales, les monuments les plus remarquables sont :

#### Tombe murale de Maria Eleonora Boncompagni Ludovisi
Le premier monument à l'entrée de la basilique est la tombe murale de Maria Eleonora I Boncompagni, la princesse souveraine de Piombino, situé juste à côté de la porte principale. La princesse est décédée en 1745 après avoir visité un hôpital. Son tombeau a été conçu par Domenico Gregorini en 1749.
Le monument funéraire est une œuvre d'art typique du baroque tardif avec des détails nettement macabres. Sur la base se trouve un dragon ailé, symbole de la famille Boncompagni. La plaque de l'épitaphe est faite de pierres polies et colorées en pietra dura. L'inscription est surmontée de la personnification du Temps (un crâne ailé), des armoiries de la Principauté de Piombino et de deux figures allégoriques (Charité et Douceur). La plaque est placée dans un cadre en marbre blanc avec une conque dans la partie inférieure et un pignon au sommet avec une coquille, deux torches enflammées et un autre crâne ailé.

#### Tombe de Giovanni Battista Gisleni

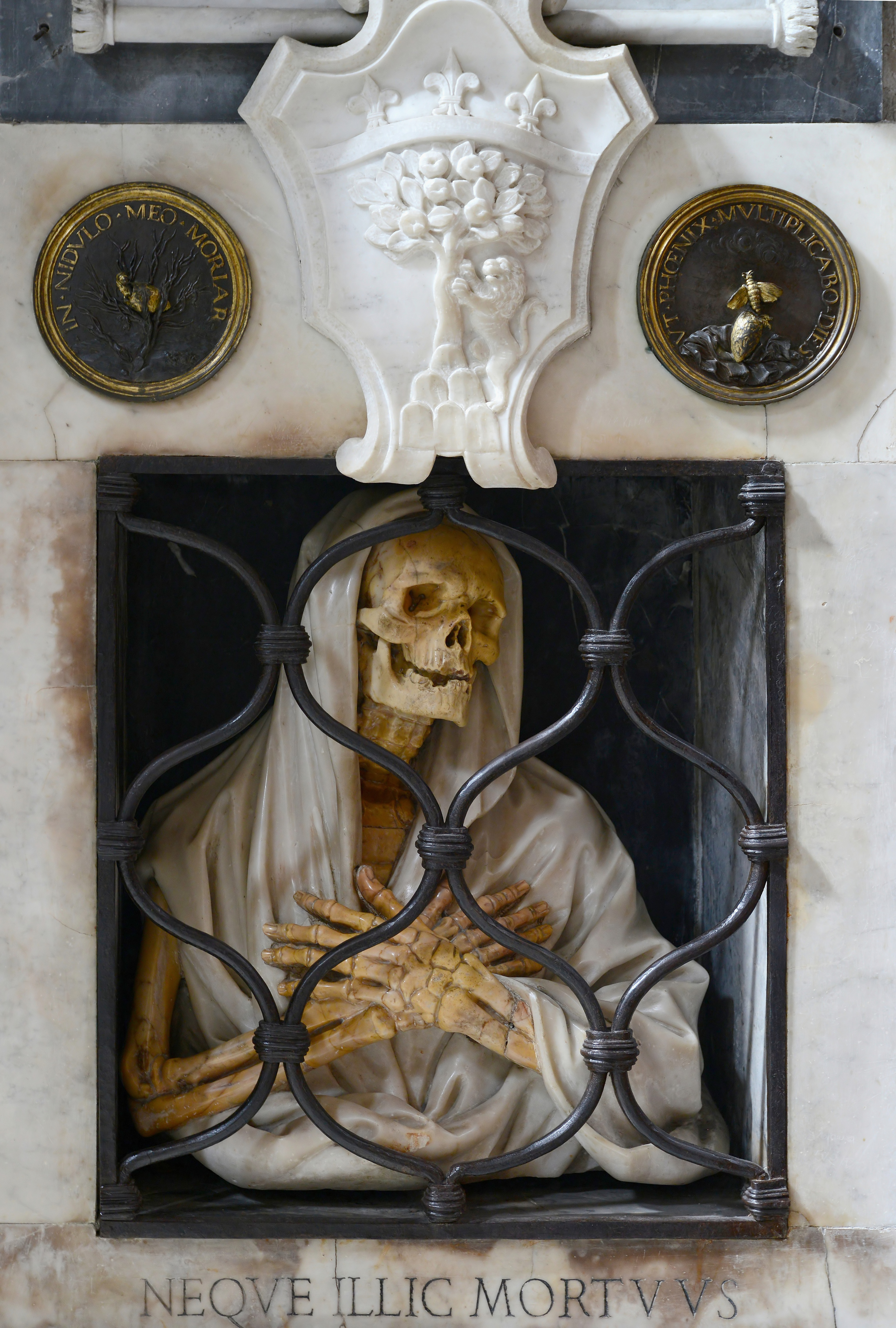
Partie infétieure de la tombe de Giovanni Battista Gisleni.

La tombe de Giovanni Battista Gisleni, un architecte baroque et scénographe italien qui a travaillé pour la cour royale polonaise pendant les années 1630-1668, est probablement le monument funéraire le plus macabre de la basilique. Il est situé entre un kiosque en bois et une demi-colonne en pierre sur le côté droit du mur de façade. Le mémorial a été conçu et installé par l'architecte lui-même en 1670, deux ans avant sa mort.
La partie supérieure du monument est constituée d'une plaque de pierre avec une longue inscription et le portrait du défunt dans un tondo, qui a été peint par un portraitiste flamand, Jacob Ferdinand Voet, avec un auvent peint, soutenu par des anges, sur le mur. La partie inférieure est plus intéressante : un squelette regarde à travers une fenêtre derrière une grille de fer. La silhouette sinistre est tournée vers le spectateur avec ses mains osseuses serrées sur sa poitrine. Le cadre en pierre de la fenêtre est orné d'un blason et de deux médaillons en bronze. Celui de gauche montre un arbre avec ses branches coupées, mais sur lequel apparaissent de nouvelles pousses, et contient une chenille faisant tourner son cocon, tandis que celui de droite montre la métamorphose de la chenille en papillon de nuit, symboles de la mort et de la résurrection. Les inscriptions véhiculent le même message : In nidulo meo moriar (« dans mon nid je meurs » c'est-à-dire dans la ville de Rome) et Ut phoenix multiplicabo meurt (« en tant que phénix je multiplie mes jours »). Deux inscriptions énigmatiques figurent sur la partie supérieure et inférieure du monument : Neque hic vivus et Neque illic mortuus (« Ni vivant ici, ni mort là-bas »).
Sur cette tombe, le squelette n'est pas la personnification de la mort comme dans d'autres tombes baroques, mais une représentation du défunt (l'image transi) en route vers la résurrection car « la mort est devenue un symbole de la vie ».

#### Monument funéraire de la princesse Maria Flaminia Odescalchi Chigi

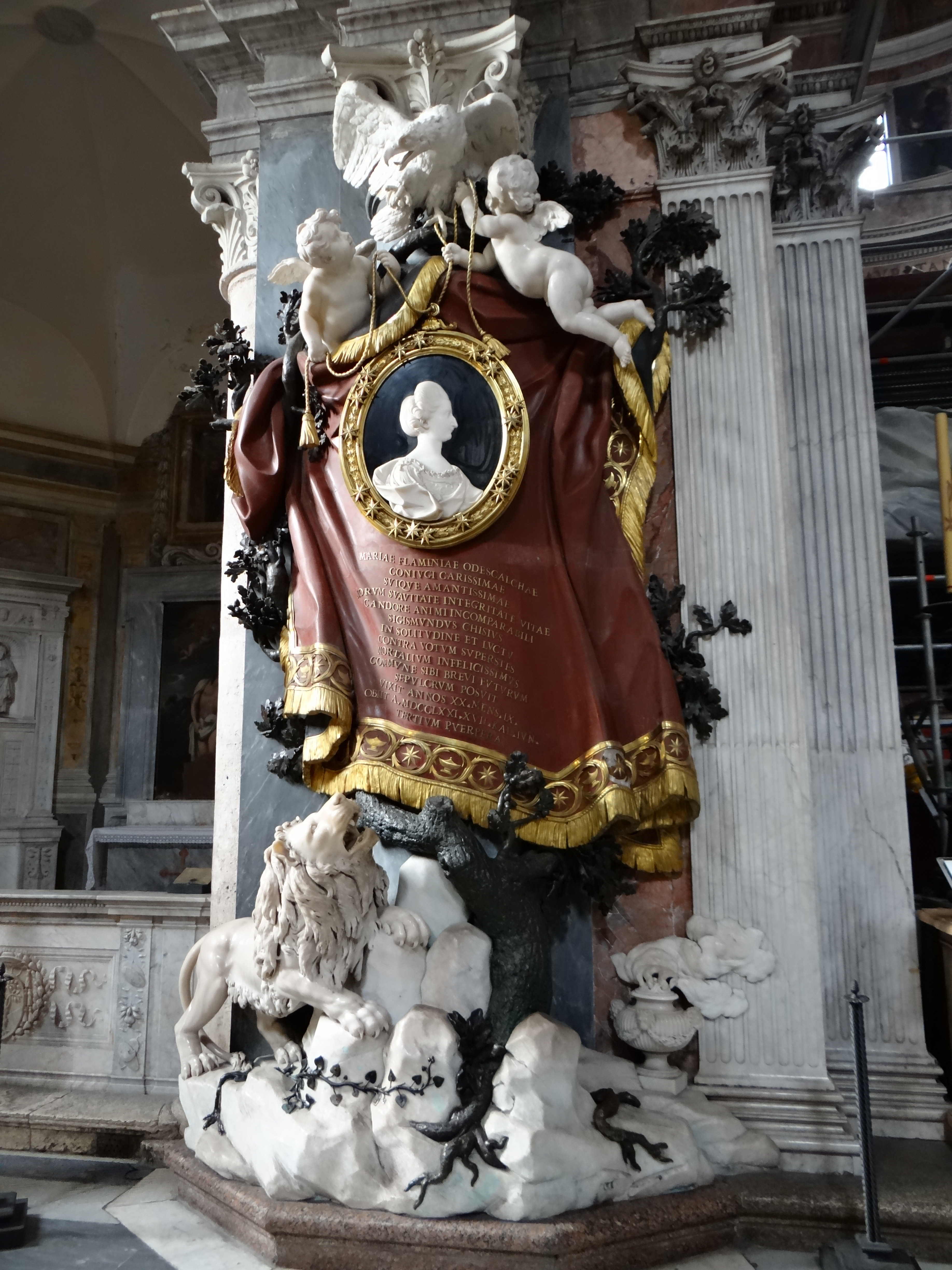
Tombe de Maria Flaminia Odescalchi Chigi.

Le monument funéraire de la princesse Maria Flaminia Odescalchi Chigi est parfois surnommé le « dernier tombeau baroque de Rome ». C'est probablement le monument sépulcral le plus étonnant, le plus exubérant et le plus théâtral de la basilique. Il est construit en 1772 pour la jeune princesse, la première épouse de Don Sigismondo Chigi Albani della Rovere, le 4e prince Farnèse, décédé en couches à l'âge de 20 ans. Il est conçu par Paolo Posi, un architecte baroque célèbre pour ses constructions éphémères lors des célébrations, et exécuté par Agostino Penna. Le tombeau est situé près du pilier entre les chapelles Chigi et Montemirabile.
Le monument est influencé par la tombe du Bernin pour Maria Raggi à Santa Maria sopra Minerva. Posi a utilisé les symboles héraldiques des Chigi et des Odescalchi pour célébrer l'union des deux familles princières. Dans la partie inférieure du monument, un lion Odescalchi en marbre blanc escalade une montagne Chigi ; à droite, un brûle-encens fumant fait à nouveau allusion aux Odescalchi. Un chêne noueux en bronze (Chigi) pousse de la montagne avec une énorme robe de marbre rouge sur ses branches. La robe est ourlée d'or et décorée d'une épitaphe faite de lettres dorées, avec des étoiles dest Chigi et des brûleurs d'encens des Odescalchi dans la partie inférieure. Dans la partie supérieure de la tombe, un aigle en marbre blanc et deux anges portent le portrait en marbre noir et blanc de la morte qui est situé dans un médaillon en or richement décoré.
Au XIXe siècle, le monument a été rejeté comme un délire. Stendhal l'a qualifié d'« explosion du goût exécrable du XVIIIe siècle » dans ses Promenades dans Rome de 1827.

#### Tombe du cardinal Gian Girolamo Albani

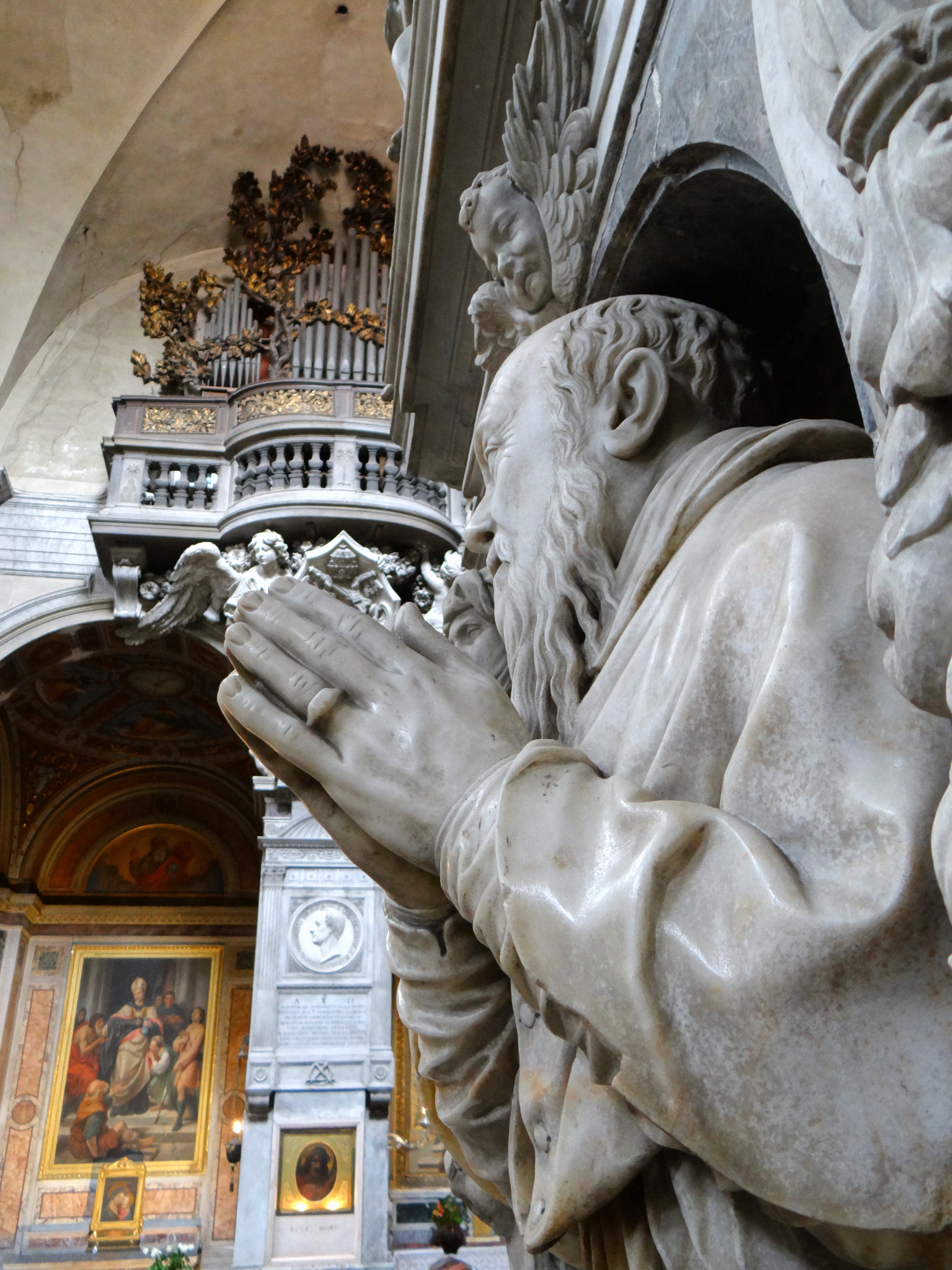
Détail de la tombe de Gian Girolamo Albani.

La tombe du cardinal Gian Girolamo Albani, un politicien, juriste, érudit et diplomate influent à la cour papale dans les dernières décennies du XVIe siècle, qui mourut en 1591, est l'un des monuments funéraires maniéristes les plus importants de la basilique. Le monument de la Renaissance tardive est l'une des principales œuvres du sculpteur romain Giovanni Antonio Paracca. Le buste du cardinal est un portrait réaliste du vieil homme d'État. Il est représenté en train de prier, la tête tournée vers l'autel principal. Face à ce monument, le cénotaphe du cardinal Giovanni Battista Pallavicino (1596) est également attribué à Paracca.

#### Tombe murale du cardinal Ludovico Podocataro

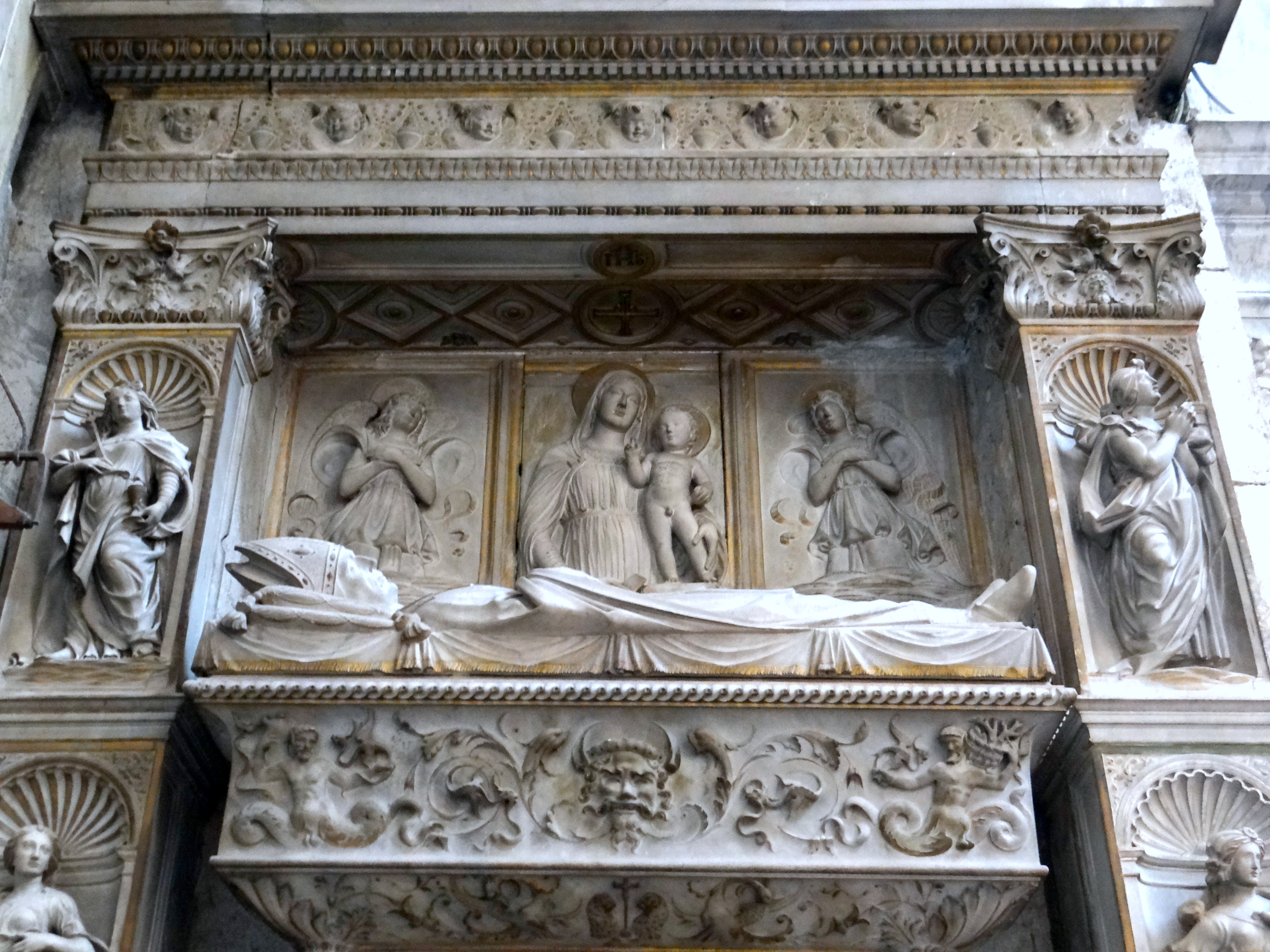
Tombe murale du cardinal Ludovico Podocataro.

La tombe murale du cardinal chypriote Ludovico Podocataro, secrétaire et médecin du pape Alexandre VI, est une œuvre monumentale de la sculpture de la Renaissance romaine. L'éminent diplomate papal, et humaniste, fut enterré le 7 octobre 1504 en grande pompe ; l'emplacement de la tombe dans le transept droit était à l'origine proche de la chapelle funéraire de la famille Borgia, mécènes de Podocataro, mais la chapelle n'existe plus.
À l'origine, le monument avait la double fonction d'autel et de tombeau. Il fut probablement commandé par le cardinal entre 1497, date à laquelle il fit un don à l'église augustinienne, et 1504, date de sa mort. Le ou les maîtres d'œuvre du monument sont inconnus, mais pour des raisons stylistiques, il est supposé être l'œuvre de différents groupes de sculpteurs. La composition architecturale est traditionnelle et quelque peu conservatrice pour le début du XVIe siècle et suit les standards définis par Andrea Bregno.

#### Tombe murale du cardinal Bernardino Lonati
Le tombeau mural du cardinal Bernardino Lonati est similaire au sépulcre contemporain de Ludovico Podocataro ; ils appartiennent tous deux au groupe de monuments de l'époque du pape Alexandre VI qui a fait de la basilique le sanctuaire de la dynastie Borgia au début du XVIe siècle. Le monument fut financé par le cardinal Ascanio Sforza après la mort de son protégé le 7 août 1497, peu de temps après que Lonati eut mené une expédition infructueuse contre la famille Orsini sur ordre du pape. La composition architecturale du monument suit les modèles définis par Andrea Bregno .

## Liste des cardinaux prêtres
- Tolomeo Gallio (20 avril 1587-2 décembre 1587)
- Scipione Gonzaga (15 janvier 1588 - 11 janvier 1593)
- Ottavio Acquaviva d'Aragona (seniore) (15 mars 1593-22 avril 1602)
- Francesco Mantica (17 juin 1602 - 28 janvier 1614)
- Filippo Filonardi (9 juillet 1614 - 29 septembre 1622)
- Guido Bentivoglio (26 octobre 1622 - 7 mai 1635)
- Lelio Biscia (9 février 1637 - 19 novembre 1638)
- Lelio Falconieri (31 août 1643 - 14 décembre 1648)
- Mario Theodoli (28 janvier 1649-27 juin 1650)
- Fabio Chigi (12 mars 1652-7 avril 1655), plus tard le pape Alexandre VII
- Gian Giacomo Teodoro Trivulzio (14 mai 1655 - 3 août 1656)
- Flavio Chigi (23 avril 1657 - 18 mars 1686)
- Savio Mellini (12 août 1686 - 12 décembre 1689)
- Francesco del Giudice (10 avril 1690-30 mars 1700)
- Andrea Santacroce (30 mars 1700-10 mai 1712)
- Agostino Cusani (30 janvier 1713-27 décembre 1730)
- Camillo Cybo (8 janvier 1731 - 20 décembre 1741)
- Francesco Ricci (23 septembre 1743 - 8 janvier 1755)
- Franz Konrad von Rodt (2 août 1758-16 octobre 1775)
- Giovanni Carlo Bandi (18 décembre 1775-23 mars 1784)
- Giovanni Maria Riminaldi (11 avril 1785 - 29 janvier 1789)
- Francesco Maria Pignatelli (21 février 1794-2 avril 1800)
- Ferdinando Maria Saluzzo (20 juillet 1801-28 mai 1804)
- Francesco Cesarei Leoni (1 oct 1817-25 juil 1830)
- Francisco Javier de Cienfuegos y Jovellanos (28 février 1831-21 juin 1847)
- Jacques-Marie Antoine Célestin Dupont (4 octobre 1847-26 mai 1859)
- Carlo Sacconi (30 septembre 1861 - 8 octobre 1870)
- Flavio Chigi (15 juin 1874 - 15 février 1885)
- Alfonso Capecelatro di Castelpagano (15 janvier 1886 - 14 novembre 1912)
- José Cos y Macho (2 décembre 1912 - 17 décembre 1919)
- Juan Soldevilla y Romero (15 décembre 1919 - 4 juin 1923)
- George William Mundelein (27 mars 1924-2 octobre 1939)
- James Charles McGuigan (18 février 1946 - 8 avril 1974)
- Hyacinthe Thiandoum (24 mai 1976 - 18 mai 2004)
- Stanislaw Dziwisz (24 mars 2006 - présent)

## Source de traduction
- (en) Cet article est partiellement ou en totalité issu de l’article de Wikipédia en anglais intitulé « Santa Maria del Popolo » (voir la liste des auteurs).